# Cuba
Cuba (phát âm tiếng Tây Ban Nha: ['kuβa]), quốc hiệu là Cộng hòa Cuba (tiếng Tây Ban Nha: República de Cuba) là một quốc đảo có chủ quyền nằm ở vùng Caribe. Cuba bao gồm đảo Cuba (hòn đảo hình con cá sấu vươn dài trên biển Caribe và cũng là hòn đảo lớn nhất của quần đảo Đại Antilles), cùng với đảo Isla de la Juventud và các đảo nhỏ xung quanh. Cuba nằm ở phía bắc vùng Caribe ở giao điểm của 3 miền biển lớn là biển Caribe, vịnh México và Đại Tây Dương, phía nam miền đông Hoa Kỳ, Bahamas, Quần đảo Cayman và Jamaica, phía tây Quần đảo Turks và Caicos cùng Haiti và phía đông México. Đảo chính của Cuba là hòn đảo lớn nhất ở Cuba và trong vùng Caribe, với diện tích 104.556 km² (40.369 dặm Anh). Cuba là quốc gia đông dân thứ hai ở Caribe sau Haiti với hơn 11 triệu dân.
Lãnh thổ ngày nay là Cuba là nơi sinh sống của người Ciboney Taíno từ thiên niên kỷ 4 TCN cho đến quá trình thuộc địa hóa của Tây Ban Nha vào thế kỷ 15. Từ thế kỷ 15, nó là thuộc địa của Tây Ban Nha cho đến Chiến tranh Tây Ban Nha - Mỹ năm 1898, khi Cuba bị Hoa Kỳ chiếm đóng và giành được độc lập như là một Chính phủ được Hoa Kỳ bảo hộ de facto vào năm 1902. Là một nước cộng hòa mong manh, vào năm 1940, Cuba đã cố gắng củng cố hệ thống dân chủ, nhưng việc cực đoan hóa chính trị và xung đột xã hội lên đến đỉnh điểm là một cuộc đảo chính và chế độ độc tài sau đó dưới thời Fulgencio Batista vào năm 1952. Tham nhũng và áp bức công khai dưới sự cai trị của Batista dẫn đến việc ông bị lật đổ vào tháng 1 năm 1959 bởi Phong trào 26 tháng 7, phong trào sau đó thiết lập nhà nước cộng sản dưới sự lãnh đạo của Fidel Castro. Kể từ năm 1965, nhà nước được điều hành bởi Đảng Cộng sản Cuba. Đất nước này là một điểm tranh chấp trong Chiến tranh Lạnh giữa Liên Xô và Hoa Kỳ, và một cuộc chiến tranh hạt nhân suýt nổ ra trong Cuộc khủng hoảng tên lửa Cuba năm 1962. Cuba là một trong số ít các quốc gia xã hội chủ nghĩa Marx-Lenin còn tồn tại, nơi vai trò của Đảng Cộng sản Cuba là tiên phong được ghi trong Hiến pháp. Dưới thời Castro, Cuba tham gia vào một loạt các hoạt động quân sự và nhân đạo trên khắp châu Phi và châu Á.
Về mặt văn hóa, Cuba được coi là một phần của Mỹ Latinh. Đây là một quốc gia đa sắc tộc có con người, văn hóa và phong tục xuất phát từ nhiều nguồn gốc khác nhau, bao gồm các dân tộc Taíno Ciboney, thời kỳ dài của chủ nghĩa thực dân Tây Ban Nha, sự du nhập của những người châu Phi làm nô lệ và mối quan hệ chặt chẽ với Liên Xô trong Chiến tranh Lạnh.
Cuba có một nhà nước theo hệ thống đơn đảng, nước này không có đảng đối lập chính trị. Có bầu cử ở Cuba nhưng không phải bầu cử đa đảng. Kiểm duyệt thông tin (bao gồm cả giới hạn truy cập internet) là phổ biến và báo chí độc lập không được hoạt động ở Cuba; Tổ chức Phóng viên không biên giới xếp hạng Cuba thấp nhất trên thế giới về tự do báo chí.

## Lịch sử
Theo văn tịch thì lịch sử Cuba bắt đầu ngày 28 tháng 10 năm 1492, khi Colombo phát hiện đảo này trong chuyến đi thứ nhất của ông và tuyên bố chủ quyền nhân danh triều đình Tây Ban Nha. (Điều này vẫn còn chưa chắc chắn và đang gây tranh cãi.) Hòn đảo này trước đó đã được thổ dân châu Mỹ, bộ tộc Taíno và Ciboney xuất xứ từ Nam Mỹ nhiều thế kỷ trước đến lập nghiệp. Người Taíno và người Ciboney (cũng được viết là Siboney các quốc gia Taino mới) đều là những cư dân biết trồng cấy cùng săn bắn-hái lượm; có thuyết cho rằng kỹ thuật đồ đồng đã khá phát triển dựa trên số di vật phát hiện được trong các di chỉ Taino.
Bờ biển Cuba được Sebastián de Ocampo vẽ bản đồ đầy đủ vào năm 1511, và cũng trong năm ấy thôn ấp của nhóm di dân Tây Ban Nha đầu tiên đến lập nghiệp được Diego Velázquez de Cuéllar khai sáng tại Baracoa. Các thị trấn khác như La Habana (thành lập năm 1515) nhanh chóng mọc lên. Người Tây Ban Nha, như họ đã hành động trên khắp châu Mỹ, đàn áp và bắt làm nô lệ gần 100.000 người bản xứ chống việc cải đạo theo Công giáo trên đảo. Vì chính sách lao động cưỡng bức, diệt chủng cộng với những ảnh hưởng từ các dịch bệnh được đem tới từ châu Âu hầu như các yếu tố quốc gia trên hòn đảo đã biến mất, dù một số khía cạnh di sản bản xứ vẫn còn lại một phần qua sự gia tăng đáng kể của số người Mestizo. Với sự phá hủy xã hội bản xứ, những người định cư bắt đầu khai thác những nô lệ châu Phi, họ đã có khả năng chống chịu tốt hơn với các loại bệnh dịch từ thế giới cũ, và nhanh chóng chiếm một phần dân số.

### Thuộc địa
Cuba thuộc quyền sở hữu của người Tây Ban Nha trong 388 năm, được cai trị bởi một vị Toàn quyền tại La Habana, với một nền kinh tế dựa trên trồng trọt nông nghiệp và xuất khẩu đường, cà phê và thuốc lá tới Châu Âu và sau này là tới Bắc Mỹ. Nước này bị Anh Quốc chiếm năm 1762, nhưng quay trở lại dưới quyền Tây Ban Nha vào năm sau. Dân số Tây Ban Nha đã tăng mạnh sau khi người định cư Tây Ban Nha rời Haiti khi lãnh thổ này được nhượng lại cho Pháp. Tương tự như tại các vùng khác của Đế chế Tây Ban Nha, một giới chủ đất giàu có với dòng máu Tây Ban Nha nắm quyền kinh tế và xã hội, tiếp đó là giới bình dân tiểu điền chủ người lai, pha trộn (Mestizo), giới lao động và những nô lệ da đen nguồn gốc châu Phi.
Trong thập niên 1820, khi những vùng khác của Đế chế Tây Ban Nha tại Mỹ Latinh nổi loạn và thành lập nên các nhà nước độc lập, Cuba tiếp tục trung thành, dù đã có một số khích động độc lập. Điều này một phần bởi sự thịnh vượng của những người định cư Cuba phụ thuộc vào thương mại xuất khẩu tới châu Âu, một phần bởi lo ngại về một cuộc nổi loạn nô lệ (như đã xảy ra tại Haiti) nếu người Tây Ban Nha rút đi và một phần bởi người Cuba e ngại sự lớn mạnh của Hoa Kỳ hơn là họ ghét chính quyền cai trị thuộc địa Tây Ban Nha.
Một yếu tố khác là quá trình di cư liên tục của người Tây Ban Nha tới Cuba từ mọi tầng lớp xã hội, một khuynh hướng nhân khẩu đã không còn tồn tại tại các vùng thuộc địa khác của Tây Ban Nha từ nhiều thập kỷ trước đó góp phần làm giảm sự phát triển bản sắc quốc gia Cuba.
Sự gần gũi địa lý của Cuba với Hoa Kỳ gây ảnh hưởng lớn trên lịch sử nước này. Trong suốt thế kỷ XIX, các chính trị gia phương Nam Hoa Kỳ đã âm mưu sáp nhập hòn đảo này và coi đó là công cụ để tăng cường sức mạnh cho phe ủng hộ chế độ nô lệ tại Hoa Kỳ, và luôn có một đảng tại Cuba ủng hộ chính sách đó. Năm 1848, một cuộc nổi dậy ủng hộ sáp nhập đã bị đập tan và đã có nhiều nỗ lực khác của các kẻ muốn ủng hộ sáp nhập nhằm xâm lược hòn đảo này từ Florida. Cũng có nhiều đề xuất tại Hoa Kỳ nhằm mua Cuba từ Tây Ban Nha. Trong mùa hè năm 1848, Tổng thống James Knox Polk bí mật cho phép đại sứ của mình tại Tây Ban Nha, Romulus Mitchell Saunders, đàm phán mua Cuba và đưa ra giá tới 100 triệu dollar, một khoản tiền lớn đáng ngạc nhiên ở thời điểm đó cho một vùng lãnh thổ. Tuy nhiên, Tây Ban Nha đã từ chối vì không muốn mất một trong những vùng lãnh thổ cuối cùng của mình tại châu Mỹ.
Sau cuộc Nội chiến Mỹ với thắng lợi của phương Bắc góp phần chấm dứt nỗi lo sáp nhập của phái ủng hộ chế độ nô lệ, làn sóng đòi độc lập tại Cuba xuất hiện trở lại, dẫn tới một cuộc nổi dậy năm 1868 do Carlos Manuel de Céspedes, một luật sư và địa chủ giàu có từ tỉnh Oriente, người đã trả tự do cho các nô lệ của mình, lãnh đạo. Ông tuyên chiến và được bầu là Tổng thống Cộng hòa Cuba. Sự kiện này dẫn đến một cuộc xung đột kéo dài được gọi là cuộc Chiến tranh Mười Năm giữa các lực lượng ủng hộ độc lập và Quân đội Tây Ban Nha, với đồng minh là những kẻ phản đối độc lập người địa phương. Người Mỹ đồng tình với mong muốn độc lập của Cuba, nhưng Hoa Kỳ không can thiệp quân sự hay thậm chí là công nhận tính hợp pháp của chính phủ Cuba, dù nhiều quốc gia châu Âu và Mỹ Latinh đã làm như vậy. Năm 1878, Hòa bình Zanjon chấm dứt cuộc xung đột, với lời hứa của Tây Ban Nha trao quyền tự trị rộng rãi hơn cho Cuba.
Hòn đảo này đã kiệt quệ sau cuộc xung đột dai dẳng đó và giai đoạn độc lập tạm thời lắng dịu. Cũng có mối lo ngại rằng nếu người Tây Ban Nha rút đi hay nếu xung đột kéo dài, chủ nghĩa bành trướng Mỹ sẽ phát triển dẫn tới sự sáp nhập hòn đảo này. Trong giai đoạn 1879–1880, nhà yêu nước Cuba Calixto Garcia đã tìm cách khởi động một cuộc chiến khác, được gọi là "la guerra chiquita" (cuộc chiến nhỏ) trong lịch sử Cuba nhưng không nhận được nhiều sự hỗ trợ. Một phần vì áp lực của Mỹ, chế độ nô lệ đã bị bãi bỏ năm 1886, cộng đồng thiểu số gốc Phi vẫn bị đàn áp cả về kinh tế và xã hội, dù được chính thức trao quyền bình đẳng năm 1893. Trong giai đoạn này, sự nghèo khổ tại các vùng nông thôn ở Tây Ban Nha do Cuộc cách mạng Tây Ban Nha năm 1868 và những hậu quả của nó khiến làn sóng người Tây Ban Nha di cư tới Cuba càng tăng thêm.
Trong thập niên 1890, các phong trào ủng hộ độc lập nổi lên,được thúc đẩy bởi sự oán giận do các biện pháp hạn chế áp đặt lên thương mại Cuba và tình trạng thù địch với chính sách quản lý ngày càng phân biệt đối xử và không hiệu quả của Tây Ban Nha. Rất ít lời hứa cải cách kinh tế theo Hiệp ước Zanjon được chính phủ Tây Ban Nha thực hiện. Tháng 4 năm 1895, một cuộc chiến tranh mới nổ ra, do tác giả và là nhà thơ José Martí người đã tổ chức chiến tranh trong giai đoạn mười năm sống tha hương tại Hoa Kỳ lãnh đạo. Ông tuyên bố Cuba trở thành một nước Cộng hòa độc lập — Martí bị giết tại Dos Rios ngay sau khi đặt chân tới Cuba cùng lực lượng viễn chinh phía đông. Ông đã trở thành bất tử và được coi là anh hùng dân tộc Cuba.
Các lực lượng vũ trang Tây Ban Nha với tổng số 200.000 quân chỉ phải chống lại một lực lượng nổi dậy nhỏ chủ yếu sử dụng các chiến thuật du kích và phá hoại, quân Tây Ban Nha thường trả đũa bằng các chiến dịch đàn áp. Tướng Valeriano Weyler được chỉ định làm Toàn quyền quân sự của Cuba, và với một biện pháp hà khắc ông dồn người dân thôn quê vào cái ông gọi là reconcentrados, được các nhà quan sát nước ngoài miêu tả như là các "thị trấn pháo đài". Các reconcentrados thường được coi là nguyên mẫu đầu tiên của các trại tập trung trong thế kỷ XX. Những con số ước tính cho thấy khoảng 200.000 tới 400.000 thường dân Cuba đã chết vì đói khát và bệnh tật trong giai đoạn này tại các trại đó. Con số này đã được cả Hội Chữ thập Đỏ và Thượng nghị sĩ Mỹ, và cựu Thư ký An ninh Quốc gia, Redfield Proctor kiểm chứng. Hoa Kỳ và châu Âu phản đối những hành động của Tây Ban Nha trên hòn đảo. Lo ngại sự can thiệp của Mỹ, Tây Ban Nha áp dụng chính sách mang tính hòa giải hơn, hứa hẹn cho phép tự quản bởi một nghị viện qua bầu cử. Những người nổi dậy từ chối đề xuất đó và chiến tranh giành độc lập tiếp tục diễn ra. Một thời gian ngắn sau đó, ngày 15 tháng 2 năm 1898, tàu chiến Mỹ Maine bất ngờ bị nổ tung tại cảng La Habana, làm thiệt mạng 266 người. Các lực lượng muốn can thiệp vào Cuba ở Hoa Kỳ muốn nhân cơ hội này buộc tội Tây Ban Nha làm nổ tàu chiến Mỹ (dù Tây Ban Nha không hề có động cơ để hành động như vậy và không có bằng chứng về sự liên can của Tây Ban Nha). Cùng với làn sóng chủ nghĩa quốc gia, Quốc hội Hoa Kỳ đã thông qua nghị quyết kêu gọi can thiệp và Tổng thống William McKinley nhanh chóng đáp ứng.
Kết quả là cuộc Chiến tranh Tây Ban Nha – Mỹ diễn ra, trong đó, các lực lượng Mỹ đổ bộ xuống Cuba tháng 6 năm 1898 và nhanh chóng đè bẹp sự kháng cự yếu ớt của Tây Ban Nha. Tháng 8, một hiệp ước hòa bình được ký kết, theo đó Tây Ban Nha đồng ý rút lui khỏi Cuba. Một số người ủng hộ ý kiến Hoa Kỳ trao trả độc lập cho Cuba, trong khi những người khác muốn sáp nhập lãnh thổ này. Để dàn xếp, chính quyền McKinley đặt Cuba dưới một hiệp ước bảo hộ 20 năm của Hoa Kỳ. Phong trào độc lập tại Cuba phản đối kế hoạch này, nhưng không giống như Philippines, nơi các sự kiện cũng diễn ra tương tự, không hề có cuộc kháng chiến vũ trang nào xảy ra.

### Độc lập
Theodore Roosevelt, người đã chiến đấu trong cuộc Chiến tranh Tây Ban Nha-Mỹ và có tình cảm với phong trào độc lập, kế tục McKinley trở thành Tổng thống Hoa Kỳ năm 1901 và bãi bỏ đề xuất bảo hộ 20 năm. Thay vào đó, Cộng hòa Cuba chính thức độc lập ngày 20 tháng 5 năm 1902, và vị lãnh đạo cuộc kháng chiến giành độc lập Tomás Estrada Palma trở thành tổng thống đầu tiên của đất nước. Tuy nhiên, theo hiến pháp mới của Cuba, Hoa Kỳ giữ quyền can thiệp vào các công việc của Cuba và giám sát tài chính cũng như quan hệ ngoại giao của nước này. Theo Tu chính Platt, Cuba cũng đồng ý cho Hoa Kỳ thuê căn cứ hải quân tại Vịnh Guantánamo. Cuba ngày nay không tổ chức lễ kỷ niệm ngày 20 tháng 5 là ngày độc lập, mà là ngày 10 tháng 10, ngày lần đầu tuyên ngôn độc lập được công bố và ngày Castro cùng đội quân của mình tiến vào La Habana, 1 tháng 1 năm 1959 là ngày "thắng lợi cách mạng".
Cuba độc lập nhanh chóng phải đối mặt với những khó khăn do sự tranh giành bè phái và tình trạng tham nhũng trong giới trí thức lãnh đạo và sự bất lực của chính phủ trong việc giải quyết các vấn đề xã hội sâu sắc hậu quả của chế độ thực dân Tây Ban Nha. Năm 1906, sau cuộc bầu cử lựa chọn người kế tục Estrada Palma gây nhiều tranh cãi, một cuộc nổi dậy vũ trang bùng phát và Hoa Kỳ đã thực hiện quyền can thiệp của mình. Đất nước này được đặt dưới quyền kiểm soát của Mỹ và một vị Thống đốc, Charles Edward Magoon, nhận trách nhiệm quản lý trong ba năm. Thời kỳ cầm quyền của Magoon tại Cuba bị nhiều nhà sử học nước này coi là không thành công, họ cho rằng tình trạng tham nhũng của chính quyền Magoon còn trầm trọng hơn trước đó. Năm 1908, chính phủ tự quản được tái lập khi José Miguel Gómez được bầu làm tổng thống, nhưng Hoa Kỳ vẫn giữ quyền giám sát các công việc của Cuba. Tuy nhiên, dù những cuộc phản đối bất tuân lệnh chính phủ vẫn diễn ra, chính phủ lập hiến vẫn tồn tại cho tới năm 1925, khi Gerardo Machado y Morales được bầu làm tổng thống, tạm ngưng hiệu lực của hiến pháp. Machado là một người Cuba theo đường lối quốc gia và chế độ của ông được sự ủng hộ rộng rãi của người dân trong nước dù chính phủ vẫn thường sử dụng bạo lực đàn áp sự chỉ trích. Trong thời kỳ cầm quyền của ông, người dân Cuba có quyền kiểm soát rộng rãi hơn với nền kinh tế của họ và các dự án phát triển quốc gia lớn được triển khai. Quyền lực của ông giảm sút sau cuộc Đại Suy thoái, khiến giá các mặt hàng xuất khẩu của Cuba giảm mạnh gây tình trạng nghèo đói khắp nước. Tháng 8 năm 1933, các nhóm trong quân đội Cuba tổ chức một cuộc đảo chính hạ bệ Machado và đưa Carlos Manuel de Céspedes, con trai người sáng lập nhà nước Cuba lên làm Tổng thống. Tuy nhiên, vào tháng 9 một cuộc đảo chính thứ hai do Fulgencio Batista lãnh đạo lật đổ Céspedes dẫn tới sự hình thành chính phủ Ramón Grau San Martín thứ nhất. Chính phủ này chỉ tồn tại 100 ngày nhưng đã đặt những cơ sở cho những thay đổi tự do căn bản của xã hội Cuba và sự khước từ Tu chính Platt.
Năm 1934, Batista và quân đội, phe nắm quyền lực thực sự tại Cuba, thay thế Grau bằng Carlos Mendieta y Montefur. Năm 1940, Batista quyết định tự mình ra tranh cử tổng thống. Lãnh đạo của phái tự do lập hiến Ramón Grau San Martín từ chối ủng hộ ông, và quay sang phía Đảng Cộng sản Cuba, đã phát triển cả về tầm vóc và ảnh hưởng trong thập niên 1930.

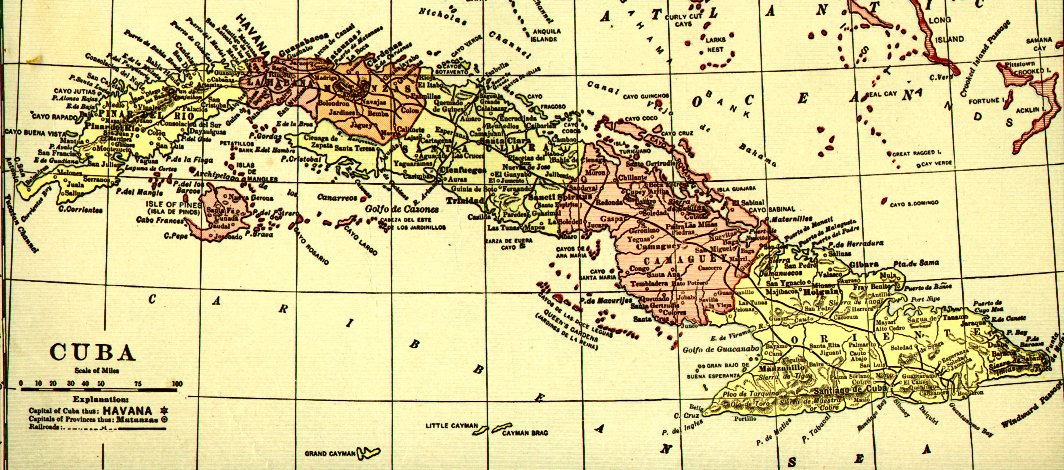
Cuba năm 1910

Với sự hỗ trợ của các liên đoàn lao động do những người Cộng sản kiểm soát, Batista được bầu làm Tổng thống và chính quyền của ông đã tiến hành các cải cách xã hội rộng lớn cũng như đưa ra một bản hiến pháp mới tiến bộ hơn. Nhiều thành viên của Đảng Cộng sản giữ các chức vụ trong chính quyền này. Chính quyền Batista chính thức đưa Cuba tham gia Chiến tranh thế giới thứ hai với tư cách đồng minh của Mỹ, tuyên chiến với Đế quốc Nhật Bản ngày 9 tháng 12 năm 1941, sau đó với Đức Quốc Xã và phát xít Ý ngày 11 tháng 12 năm 1941; Tuy nhiên, Cuba không tham gia nhiều về mặt quân sự vào các cuộc xung đột trong Thế Chiến II. Vào cuối nhiệm kỳ của mình năm 1944, theo hiến pháp Batista lùi bước và Ramón Grau được bầu làm người kế tục ông. Grau tăng chi tiêu chính phủ cho y tế, giáo dục và nhà cửa. Phái tự do của Grau đối lập với những người Cộng sản và Batista phản đối hầu hết các chương trình của Grau.
Năm 1948, Carlos Prío Socarrás lên thay Grau, ông này từng là bộ trưởng lao động trong chính quyền trước và đặc biệt bị những người Cộng sản căm ghét. Prío ít tư tưởng tự do hơn Grau và dưới thời cầm quyền của ông tình trạng tham nhũng đa gia tăng đáng kể. Điều này một phần có nguyên nhân ở sự phục hồi sức mạnh của Hoa Kỳ thời hậu chiến và dòng tiền cờ bạc đổ vào La Habana, vốn đã trở thành một thiên đường cho các hoạt động của mafia. Quả thực Prío đã tiến hành nhiều cải cách lớn như thành lập Ngân hàng Quốc gia và ổn định đồng tiền tệ Cuba. Dòng vốn từ Bắc Mỹ đã trở thành nhiên liệu cho cuộc bùng nổ kinh tế, làm tăng mức sống của nhân dân và tạo ra một tầng lớp trung lưu khá giả tại hầu hết các vùng đô thị, dù hố ngăn cách giữa người giàu và người nghèo trở nên rộng hơn và rõ ràng hơn.

### Từ Batista tới Castro

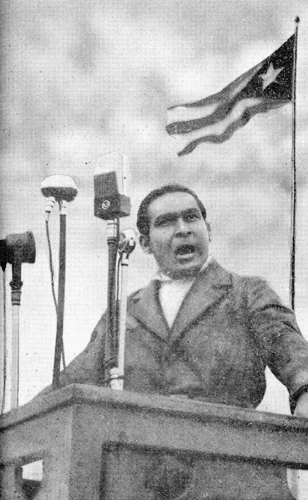
Tổng thống Cuba Fulgencio Batista (bị lật đổ ngày 31 tháng 12 năm 1958)

Cuộc bầu cử năm 1952 là cuộc chạy đua giữa ba người. Roberto Agramonte thuộc đảng Chính thống luôn dẫn đầu trong các cuộc thăm dò ý kiến, tiếp theo là tiến sĩ Aurelio Hevia thuộc đảng Auténtico, và ở một khoảng cách khá xa phía sau là Batista, người đang tìm cách quay lại phủ tổng thống. Cả hai đối thủ hàng đầu, Agramonte và Hevia, đều quyết định chỉ định Đại tá Ramon Barquin người đang đảm trách nhiệm vụ ngoại giao tại Washington DC lãnh đạo các lực lượng vũ trang Cuba sau cuộc bầu cử. Barquin từng là một sĩ quan cao cấp, người chỉ huy đội quân chuyên nghiệp và đã hứa hẹn hành động chống tham nhũng. Batista sợ rằng Barquin sẽ cho ông và những người theo ông ra rìa, và khi hiển nhiên rằng Batista có ít cơ hội chiến thắng, ông đã lên kế hoạch một cuộc đảo chính ngày 10 tháng 3 năm 1952 và nắm quyền lực với sự ủng hộ của một phái quốc gia trong quân đội với tư cách "tổng thống lâm thời" trong vòng hai năm. Justo Carrillo đã nói với Barquin tại Washington DC tháng 3 năm 1952 rằng những người thân cận cho ông biết Batista đã có kế hoạch đảo chính chống lại ông; họ nhanh chóng bắt đầu hợp sức tiêu diệt Batista và tái lập nền dân chủ cũng như chính phủ dân sự trong cái saunày sẽ được gọi là La Conspitacion de los Puros de 1956 (Agrupacion Montecristi). Năm 1954, dưới sức ép từ Hoa Kỳ, ông đồng ý tổ chức bầu cử. Partido Auténtico đưa cựu tổng thống Grau ra làm ứng cử viên của mình, nhưng ông này rút lui trong bối cảnh có tin đồn rằng Batista đang âm mưu thao túng bầu cử từ trước. Batista sau đó được tuyên bố làm tổng thống do dân bầu.
Fidel Castro đã lãnh đạo một cuộc tấn công bất thành vào Pháo đài Moncada, tại Santiago de Cuba, và Pháo đài Carlos Manuel de Cespedes nhỏ hơn, vào buổi tối ngày Thánh Ann, ngày 26 tháng 7 năm 1953.
Nhiều tên mafiosi tại Florida Mỹ đã vào Cuba trong thời kỳ cầm quyền của Batista, đáng chú ý là tên trùm Santo Trafficante, Jr. Những hoạt động của chúng gồm điều hành khách sạn và sòng bạc hợp pháp cũng như các hoạt động bất hợp pháp tại Florida. Những tên trùm gangster Mỹ đã trở thành những kẻ ủng hộ đáng kể cho Batista trên vũ đài chính trị Cuba, chính phủ nước này làm ngơ cho các hoạt động của chúng để đổi lấy các khoản hối lộ và lại quả.

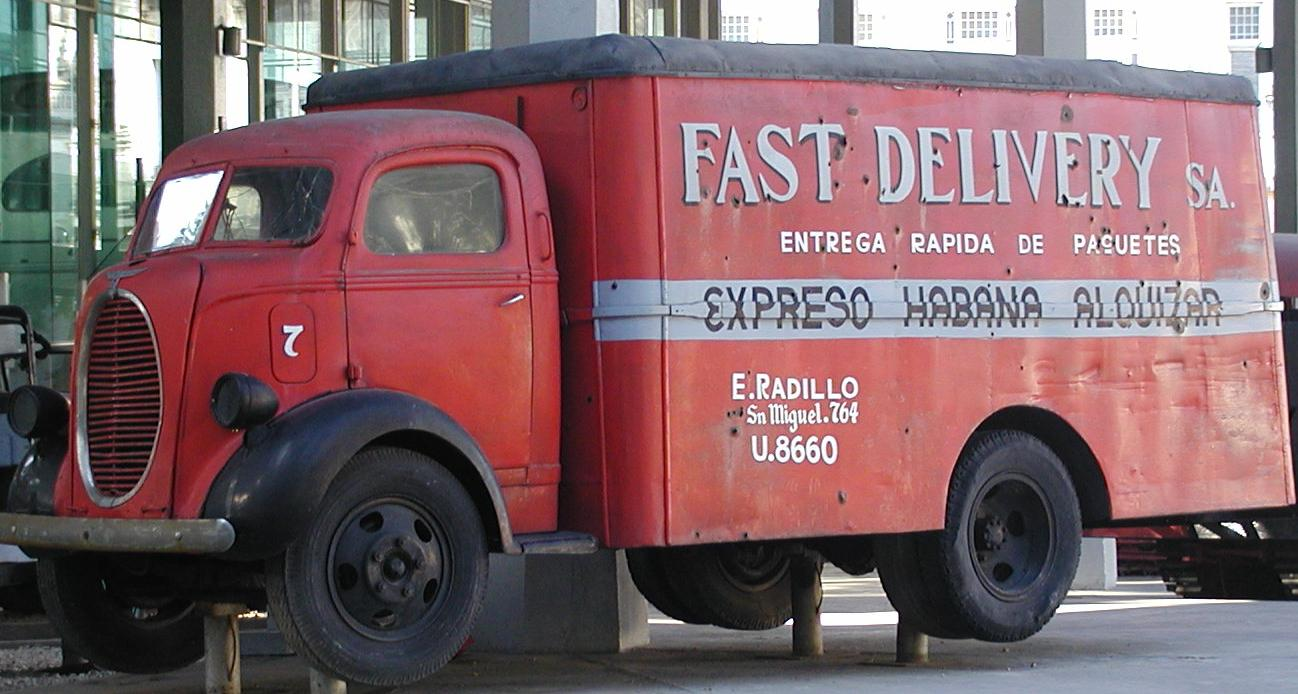
Chiếc xe tải đã được sử dụng trong cuộc tấn công Phủ Tổng thống tại La Habana bởi Directorio Revolucionario (Ban chỉ huy Cách mạng) và Organizacion Autentica năm 1957

Tháng 4 năm 1956, Batista đã ra lệnh đưa Barquin lên làm Tướng và Chỉ huy quân đội. Nhưng đã là quá muộn. Thậm chí sau khi Barquin được thông báo, ông quyết định đảo chính nhằm cứu vãn đạo đức các lực lượng vũ trang và của người dân Cuba. Ngày 4 tháng 4 năm 1956, một cuộc đảo chính do một trăm sĩ quan dưới sự chỉ huy của Đại tá Col. Barquin (khi ấy là Phó chủ tịch Ủy ban Quốc phòng Liên Mỹ tại Washington DC và Đại diện Hải quân, Không quân và Bộ binh Cuba tại Hoa Kỳ) diễn ra nhưng không thành công bởi Rios Morejon. Cuộc đảo chính làm tan rã xương sống các lực lượng vũ trang Cuba. Các sĩ quan bị xét xử với mức phạt cao nhất theo Thiết quân Luật Cuba. Barquin bị kết án biệt giam 8 năm. La Conspiración de los Puros khiến nhiều sĩ quan hàng đầu các lực lượng vũ trang bị bỏ tù và các học viện quốc phòng bị đóng cửa. Barquin là người sáng lập La Escuela Superior de Guerra (Cao đẳng Quân sự Cuba) và từng là hiệu trưởng của La Escuela de Cadetes (Viện Quân sự Cuba - West Point). Không có các sĩ quan của Barquin khả năng chiến đấu chống các lực lượng nổi dậy cách mạng đã bị suy yếu nghiêm trọng. 

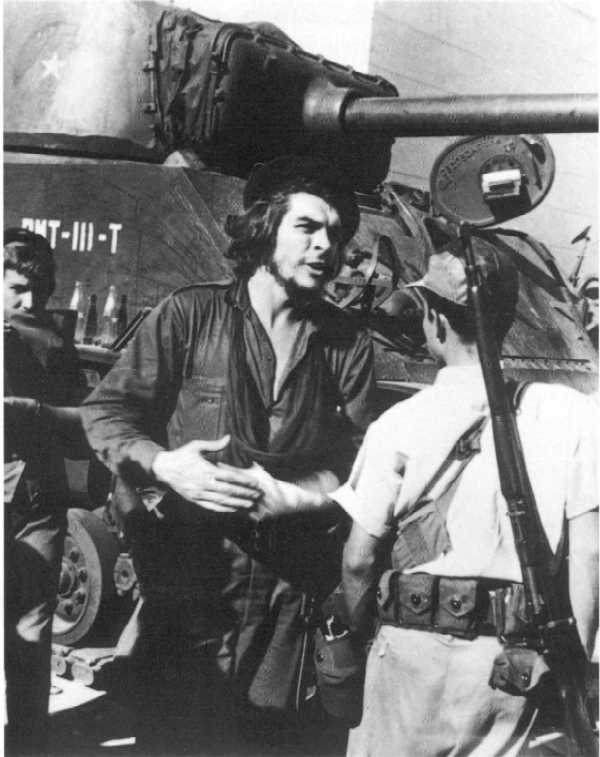
Che Guevara chỉ huy trận Santa Clara, tháng 12 năm 1958

Năm 1956, một đảng của những người nổi dậy, gồm cả Fidel Castro, đổ bộ từ một con tàu từ México và tìm cách khởi động một phong trào kháng chiến vũ trang tại Sierra Maestra. Tại México, đội quân của ông được tăng cường sức mạnh với sự cộng tác của Ernesto Che Guevara người sau này sẽ trở thành một trong những nhân vật nổi bật nhất của cách mạng Cuba và là một trong những đồng minh thân cận của Castro. Castro đã tới México sau khi bị kết án hai mươi năm tù vì tham gia vào cuộc tấn công năm 1953 vào Pháo đài Moncada tại Santiago de Cuba. Castro đã được Batista ân xá sau yêu cầu của Tổng Giám mục Santiago, Monseñor Enrique Perez Serantes và Thượng nghị sĩ Rafael Diaz-Balart, khi ấy là anh/em rể của Fidel Castro. Sau vụ đổ bộ, Batista tung ra một chiến dịch chống phe đối lập, nhưng chỉ làm tăng sự ủng hộ của dân chúng cho phong trào nổi dậy. Với việc các sĩ quan của Barquin đều bị tống giam tại La Prision Modelo de Isla de Pinos ở Vịnh México, quân đội thiếu sự lãnh đạo và ý chí chống phe nổi dậy.
Trong hai năm 1957 và 1958, sự phản đối Batista ngày càng tăng, đặc biệt trong các tầng lớp trung lưu và thượng lưu và sinh viên, cũng như trong giới tăng lữ Nhà thờ Kitô giáo và tại nhiều vùng nông thôn. Trước yêu cầu mua vũ khí hiện đại từ Hoa Kỳ nhằm đối phó với phe nổi dậy, chính phủ Hoa Kỳ đã áp đặt một lệnh cấm vận vũ khí với chính phủ Cuba ngày 14 tháng 3 năm 1958. Tới cuối năm 1958, nhiều thành viên nổi dậy đã trốn thoát khỏi Sierra Maestra và tổ chức một cuộc tổng khởi nghĩa, được hàng trăm sinh viên và những người khác bất đồng với chính quyền Batista gia nhập. Khi phe nổi dậy chiếm Santa Clara, phía đông La Habana, Batista cho rằng chiến đấu là vô ích và bỏ chạy khỏi đất nước tới Bồ Đào Nha và sau này là Tây Ban Nha. Batista chỉ định Tướng Eulogio Cantillo làm Chỉ huy Quân đội và trao cho ông chỉ thị không được phóng thích Barquin cùng các sĩ quan của ông ta. Tuy vậy, Barquin, người có sự ủng hộ của Hoa Kỳ, đã được giải thoát khỏi Isla de Pinos ngay từ những giờ đầu tiên và được đưa tới Campamento Ciudad Militar Columbia nơi ông thay thế Cantillo và nắm chức Tham mưu trưởng (giữ quyền chỉ huy các lực lượng vũ trang và trên thực tế là Tổng thống Cuba trong một thời gian ngắn) trong một nỗ lực nhằm tái lập trật tự trên đường phố và trong các lực lượng vũ trang. Ông đã đàm phán sự thay đổi mang quyền chỉ huy tính biểu tượng giữa Camilo Cienfuegos, Che Guevara, Raaul và Fidel Castro, sau khi Tòa án Tối cao quyết định rằng Cách mạng là nguồn gốc luật pháp và những đại diện của nó phải được nắm quyền chỉ huy. Với chỉ chưa tới 300 người Camilo nhận quyền từ Barquin mà chỉ riêng tại Columbia đã có 12.000 binh sĩ chuyên nghiệp. Các lực lượng nổi dậy của Castro đã tiến vào thủ đô ngày 3 tháng 1 năm 1959. Một thời gian ngắn sau khi Tiến sĩ Manuel Leo Urrutia lên nắm quyền.

### Cuba sau cách mạng

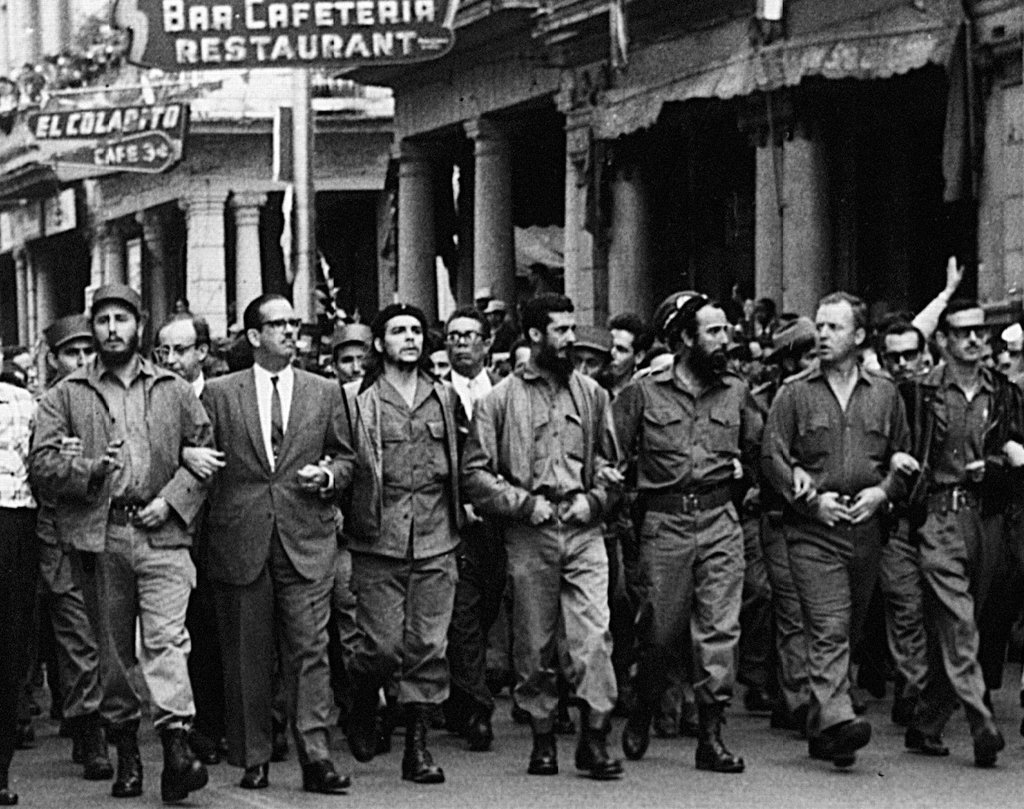
Các nhà lãnh đạo cách mạng Cuba tham gia tuần hành tại thủ đô La Habana, ngày 5 tháng 3 năm 1960

Fidel Castro trở thành Thủ tướng Cuba tháng 2 năm 1959, trên thực tế đã nắm quyền lực tối cao tại đất nước cho tới khi tạm thời chuyển giao nó cho người em trai Raul Castro, vì lý do sức khỏe vào tháng 7 năm 2006. Trong năm 1959, Castro tiến hành nhiều biện pháp như tịch thu bất động sản tư nhân, quốc hữu hóa các cơ sở công cộng, và bắt đầu một chiến dịch thắt chặt quản lý lĩnh vực tư nhân như đóng cửa ngành công nghiệp sòng bạc. Castro cũng đã trục xuất nhiều người Mỹ, gồm cả những tên cướp khỏi hòn đảo này. Những biện pháp đó được chính phủ của ông tiến hành dưới danh nghĩa chương trình mà ông đã vạch ra trong Manifiesto de Montecristi khi còn đang ở tại Sierra Maestra. Tuy nhiên, ông đã không thành công trong việc thực hiện một số những điểm quan trọng của chương trình cải cách, như tổ chức bầu cử theo Luật bầu cử năm 1943 trong vòng 18 tháng cầm quyền đầu tiên và tái áp dụng các điều khoản của Hiến pháp 1940 đã bị tạm ngừng hiệu lực từ thời Batista.
Castro bay tới Washington, DC tháng 4 năm 1959, nhưng không được Tổng thống Mỹ Eisenhower tiếp đón, ông này đã quyết định tham gia một giải golf chứ không gặp Castro. Castro quay trở lại Cuba sau một loạt những cuộc gặp gỡ với các lãnh đạo châu Phi-Châu Mỹ tại quận Harlem New York, và sau một bài diễn thuyết về "Cuba và Hoa Kỳ" đã được chuyển tới các trụ sở của Hội đồng quan hệ nước ngoài tại New York. Những vụ xử bắn những cựu quan chức của Batista bị kết án tham nhũng, cùng với việc quốc hữu hóa các công ty và sự can thiệp vào báo chí, trên danh nghĩa là ấn bản phụ thuộc các liên đoàn ủng hộ cách mạng, khiến chính phủ Hoa Kỳ đặt ra nghi ngờ về bản chất của chính phủ mới do Fidel Castro thành lập.
Thái độ đối với cuộc cách mạng Cuba cả tại Cuba và tại Hoa Kỳ đều thay đổi nhanh chóng. Việc quốc hữu hóa các công ty thuộc sở hữu Hoa Kỳ nhanh chóng gây ra tình trạng thù địch bên trong chính quyền Eisenhower. Giới thượng lưu Cuba bắt đầu rời khỏi đất nước và hình thành nên một cộng đồng trưởng giả nước ngoài tại Miami. Giới nhà giàu cựu quan chức của Batista cũng như các nhóm tội phạm căm giận chính phủ cách mạng của Castro bởi các tài sản và sòng bạc của họ tại Cuba đã bị quốc hữu hóa trong số lượng những vụ "paredones", ngày càng tăng trong nước. Người Cuba nhanh chóng thành lập một nhóm lobby chính trị hùng mạnh tại Hoa Kỳ. Chính phủ Hoa Kỳ dần có thái độ thù địch với Cuba trong năm 1959. Điều này, tới lượt nó lại ảnh hưởng tới động thái của Cátro, ông quay lưng lại với các phái tự do trong phong trào cách mạng và ủng hộ các cá nhân theo đường lối Mác xít cứng rắn trong chính phủ, đáng chú ý nhất là Che Guevara, dù giả thuyết này còn bị tranh luận.
Tháng 10 năm 1959, Castro công khai tuyên bố tình cảm của mình với Chủ nghĩa cộng sản, dù ông vẫn chưa tuyên bố mình là một người cộng sản, trong lúc những phe phái tự do và chống cộng khác trong chính phủ bị loại bỏ. Nhiều người Cuba ủng hộ phương Tây đã bỏ khỏi đất nước gia nhập cộng đồng người Cuba tại Miami. Tháng 3 năm 1960, thỏa thuận viện trợ đầu tiên được ký với Liên bang Xô viết. Trong bối cảnh Chiến tranh lạnh, Hoa Kỳ coi việc một đất nước có quan hệ thân mật với Liên Xô tại châu Mỹ là một mối đe dọa và lập kế hoạch lật đổ Castro (xem Kế hoạch Cuba). Cuối năm 1960, một lệnh cấm vận thương mại được Mỹ áp đặt. Chính sách thù địch của Mỹ càng làm tăng cường mối quan hệ của Castro với Liên bang Xô viết.
Cùng lúc ấy, chính quyền Mỹ cho phép thực hiện các kế hoạch xâm lược Cuba của những người Cuba lưu vong tại Floria, lợi dụng hoàn cảnh để tiến hành các cuộc nổi dậy chống Castro (xem một số chi tiết và tham khảo tại Chiến tranh chống các băng đảng và Sự kiện Vịnh Con lợn). Kết quả là sự thất bại thảm hại của nhóm quân này trong Sự kiện Vịnh Con lợn tháng 4 năm 1961. Tổng thống John Kennedy rút lại lời hứa hỗ trợ ném bom của Hoa Kỳ cho lực lượng xâm lược ở những phút cuối cùng và lực lượng chống Castro đã không có được nguồn tài lực cần thiết. Kennedy từ chối can thiệp quân sự trực tiếp từ Mỹ và các lực lượng xâm lược bị đánh tan tác. Sự kiện này khiến Castro nhanh chóng bắt tay làm đồng minh với Liên Xô để có được sự trợ giúp bảo vệ đất nước, ông tuyên bố Cuba là một nhà nước xã hội chủ nghĩa, và ông là một người theo chủ nghĩa Mác xít-Lêninít tháng 5 năm 1961.

### Cuba xã hội chủ nghĩa

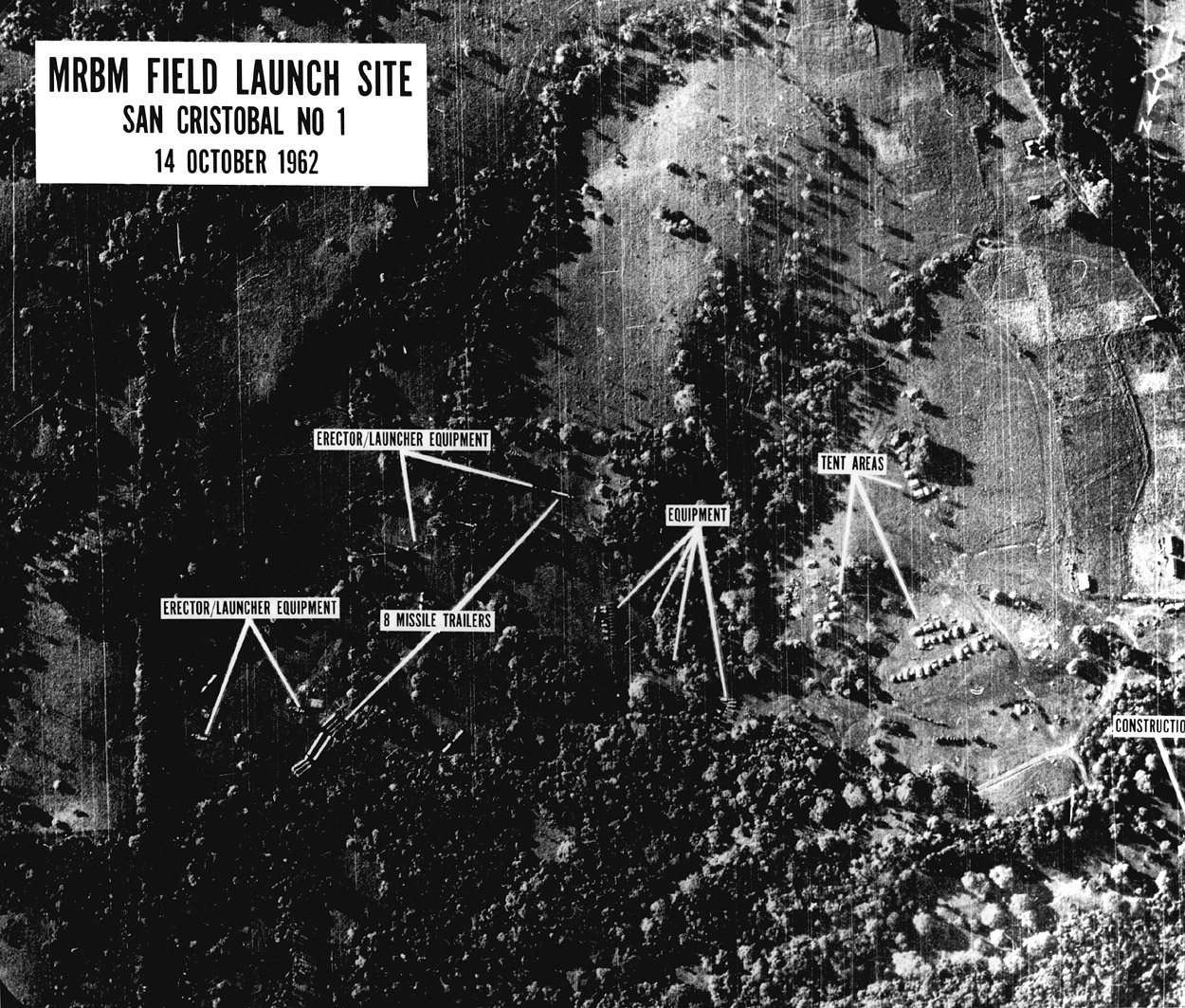
Bức không ảnh chụp từ máy bay trinh sát U-2 tháng 10 năm 1962, kèm theo thuyết minh về các vị trí nghi ngờ đặt lên lửa của Liên Xô, một trong những nguyên nhân dẫn đến chính sách cấm vận của Hoa Kỳ chống Cuba

Một trong những kết quả chiến lược của liên minh Cuba-Xô viết là quyết định đặt các tên lửa đạn đạo tầm trung (MRBMs) Xô viết tại Cuba, gây ra cuộc Khủng hoảng tên lửa Cuba năm 1962, trong đó chính quyền John F. Kennedy đã đe dọa sử dụng vũ khí hạt nhân với Liên bang Xô viết trừ khi họ rút số tên lửa đó. Ý tưởng đặt tên lửa tại Cuba được đưa ra bởi Castro hoặc Khrushchev, nhưng được Liên bang Xô viết đồng ý với lý do rằng Hoa Kỳ có tên lửa đặt tại Thổ Nhĩ Kỳ ở Trung Đông, vì thế đe dọa trực tiếp tới an ninh Liên Xô. Chỉ vài phút trước khi chiếc tàu chở tên lửa Liên Xô chạm tới vành đai phong tỏa của Hoa Kỳ, người Xô viết đã quyết định lùi bước, và ký một thỏa thuận với Kennedy. Tất cả các tên lửa đều được rút khỏi Cuba, nhưng cùng lúc ấy Hoa Kỳ phải rút tên lửa của mình ra khỏi Thổ Nhĩ Kỳ và những nơi khác tại Trung Đông. Tuy nhiên, Kennedy không chịu mất mặt bằng cách thực hiện thỏa thuận ấy ngay lập tức, mà chỉ chịu đồng ý sẽ rút tên lửa sau vài tháng.
Một kết quả khác là Kennedy đồng ý không xâm lược Cuba trong tương lai. Sau cuộc khủng hoảng đó, liên lạc đã được nối lại giữa Hoa Kỳ và Castro, dẫn tới việc trả tự do cho những chiến binh chống Castro đã bị bắt trong Sự kiện Vịnh Con lợn đổi lấy một gói viện trợ. Tuy nhiên, vào năm 1963 quan hệ một lần nữa xấu đi khi Castro đưa Cuba theo một hệ thống hoàn toàn cộng sản đúng hình thức của Liên bang Xô viết. Hoa Kỳ áp đặt một lệnh cấm vận ngoại giao và thương mại hoàn toàn lên Cuba. Ở thời điểm ấy, ảnh hưởng của Hoa Kỳ tại Mỹ Latin đủ mạnh để khiến lệnh cấm vận có ảnh hưởng mạnh và Cuba buộc phải chuyển tất cả quan hệ thương mại của mình sang Liên Xô và các nước đồng minh của Liên Xô.
Năm 1965, Castro sáp nhập các tổ chức cách mạng của mình với Đảng Cộng sản, và ông trở thành Tổng bí thư đảng này, Blas Roca là Phó tổng bí thư; sau này được kế nhiệm bởi Raúl Castro, người với tư cách Bộ trưởng Quốc phòng và đồng minh thân tín nhất của Fidel đã trở thành nhân vật số hai trong chính phủ từ thời điểm ấy. Vị trí của Raúl Castro càng được củng cố với sự ra đi của Che Guevara để thực hiện mong ước không thành công khuấy động các phong trào nổi dậy tại Congo, và sau đó là Bolivia, nơi ông bị giết hại năm 1967. Osvaldo Dorticós Torrado, Chủ tịch Cuba từ 1959 tới 1976, chỉ mang tính đại diện và có ít quyền lực. Castro đưa ra một hiến pháp mới năm 1976 theo đó ông trở thành Chủ tịch, trong khi vẫn giữ chức chủ tịch Hội đồng Bộ trưởng.
Trong thập kỷ 1970, Castro bước ra vũ đài quốc tế với tư cách người phát ngôn hàng đầu của các chính phủ chống chủ nghĩa đế quốc của Thế giới thứ ba. Ở mức độ cụ thể hơn, ông đã cung cấp trợ giúp quân sự quý giá cho những lực lượng ủng hộ Xô viết tại Angola, Ethiopia, Yemen và các điểm xung đột tại châu Phi và Trung Đông khác. Các lực lượng Cuba đóng vai trò quyết định trong việc giúp đỡ các lực lượng MPLA giành chiến thắng trong Nội chiến Angola năm 1975, cũng như cung cấp sự trợ giúp để Nelson Mandela lật đổ chế độ phân biệt chủng tộc ở Nam Phi. Dù khoản tiền duy trì các hoạt động đó do Liên Xô chi trả, chúng vẫn là một lực cản lớn với nền kinh tế và nhân lực của Cuba. Cuba cũng bị ảnh hưởng bởi sự lệ thuộc của nền kinh tế vào xuất khẩu đường. Người Liên Xô cung cấp thêm viện trợ kinh tế bằng cách mua toàn bộ sản lượng đường do nước này sản xuất, dù Liên Xô có đủ củ cải đường đáp ứng cho nhu cầu của mình. Đổi lại những người Xô viết cung cấp cho Cuba nhiên liệu, bởi nước này không thể mua được nó từ bất kỳ một nguồn nào khác.
Sự phụ thuộc của kinh tế Cuba vào Liên bang Xô viết càng trở nên sâu sắc khi Castro kiên quyết xây dựng một xã hội xã hội chủ nghĩa ở Cuba. Mong ước này gồm một hệ thống chăm sóc y tế và giáo dục miễn phí cho toàn bộ người dân. Trong suốt thập niên 1970 và 1980, người Xô viết chấp nhận cung cấp viện trợ để đổi lấy một đồng minh chiến lược ngay cạnh Hoa Kỳ và một giá trị tuyên truyền vô giá về thanh thế to lớn của Fidel Castro tại các nước đang phát triển.

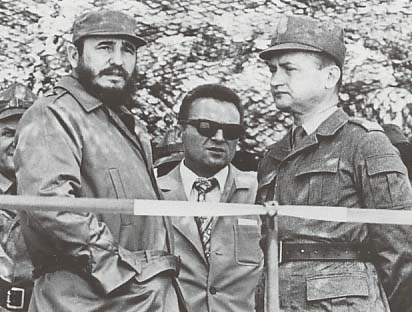
Fidel Castro và Wojciech Jaruzelski, Tổng tham mưu trưởng quân đội Cộng hòa nhân dân Ba Lan, tháng 5 năm 1972

Tới thập niên 1970, khả năng giữ Cuba bị cô lập của Hoa Kỳ đã sụt giảm. Cuba đã bị trục xuất khỏi Tổ chức các nước châu Mỹ năm 1962 và tổ chức này đã hợp tác với Hoa Kỳ tẩy chay thương mại với Cuba trong thập kỷ sau đó, nhưng vào năm 1975, Tổ chức các nước châu Mỹ dỡ bỏ mọi lệnh cấm vận chống Cuba và cả México cùng Canada đều thiết lập quan hệ thân cận với Cuba. Cả hai nước đều tuyên bố họ hy vọng bồi dưỡng sự tự do hóa tại Cuba bằng cách cho phép các liên hệ thương mại, văn hóa và ngoại giao được nối lại. Castro quả thực có ngừng công khai ủng hộ các phong trào nổi dậy chống các chính phủ Mỹ Latinh, dù các nhóm ủng hộ Castro tiếp tục chiến đấu chống lại nền độc tài khi ấy đang hiện diện ở hầu hết các nước Mỹ Latinh.
Cộng đồng Cuba hải ngoại tại Hoa Kỳ đã phát triển về số lượng, tài sản và sức mạnh và đã chính trị hóa các yếu tố để ngăn cản sự bình thường hóa quan hệ của Hoa Kỳ với Cuba. Tuy nhiên, những nỗ lực của người Cuba hải ngoại nhằm thành lập một phong trào chống Castro bên trong Cuba, không mang lại nhiều thành công. Chủ nhật, ngày 6 tháng 4 năm 1980, 7.000 người Cuba lao vào đại sứ quán Peru tại La Habana xin tị nạn chính trị. Một trong những người đã vào đại sứ quán kể lại những trải nghiệm của mình trong "Những ngày tại Đại sứ quán" (xuất bản mùng 8 tháng 6 năm 2007). Thứ hai ngày 7 tháng 4, chính phủ Cuba cho phép những người Cuba tị nạn trong Đại sứ quán Peru được di cư. Ngày 16 tháng 4 500 công dân Cuba rời Đại sứ quán Peru tới Costa Rica. Ngày 21 tháng 4 nhiều người trong số đó bắt đầu tới Miami bằng thuyền tư nhân và được Bộ ngoại giao Mỹ cứu trợ ngày 23 tháng 4. Tuy nhiên, cuộc di tản bằng tàu vẫn tiếp tục, bởi Castro cho phép bất kỳ ai muốn rời đất nước được ra đi tại cảng Mariel và cuộc di tản này đã được gọi là Sự kiện Mariel. Tổng cộng, hơn 125.000 người Cuba đã di cư sang Hoa Kỳ trước khi làn sóng tàu di cư chấm dứt ngày 15 tháng 6.
Trong thời kỳ này, nhờ sự trợ giúp của khối Xã hội chủ nghĩa và sự tự lực trong nước, kinh tế Cuba phát triển nhanh chóng. Thập niên 1970, kinh tế Cuba tăng trưởng bình quân 7%/năm, nửa đầu thập niên 1980 là 8% mỗi năm. Thu nhập của người dân Cuba đạt mức trung bình cao trên thế giới. Giáo dục, y tế đã đạt mức tương đương các quốc gia phát triển

### Cuba thời hậu chiến tranh lạnh

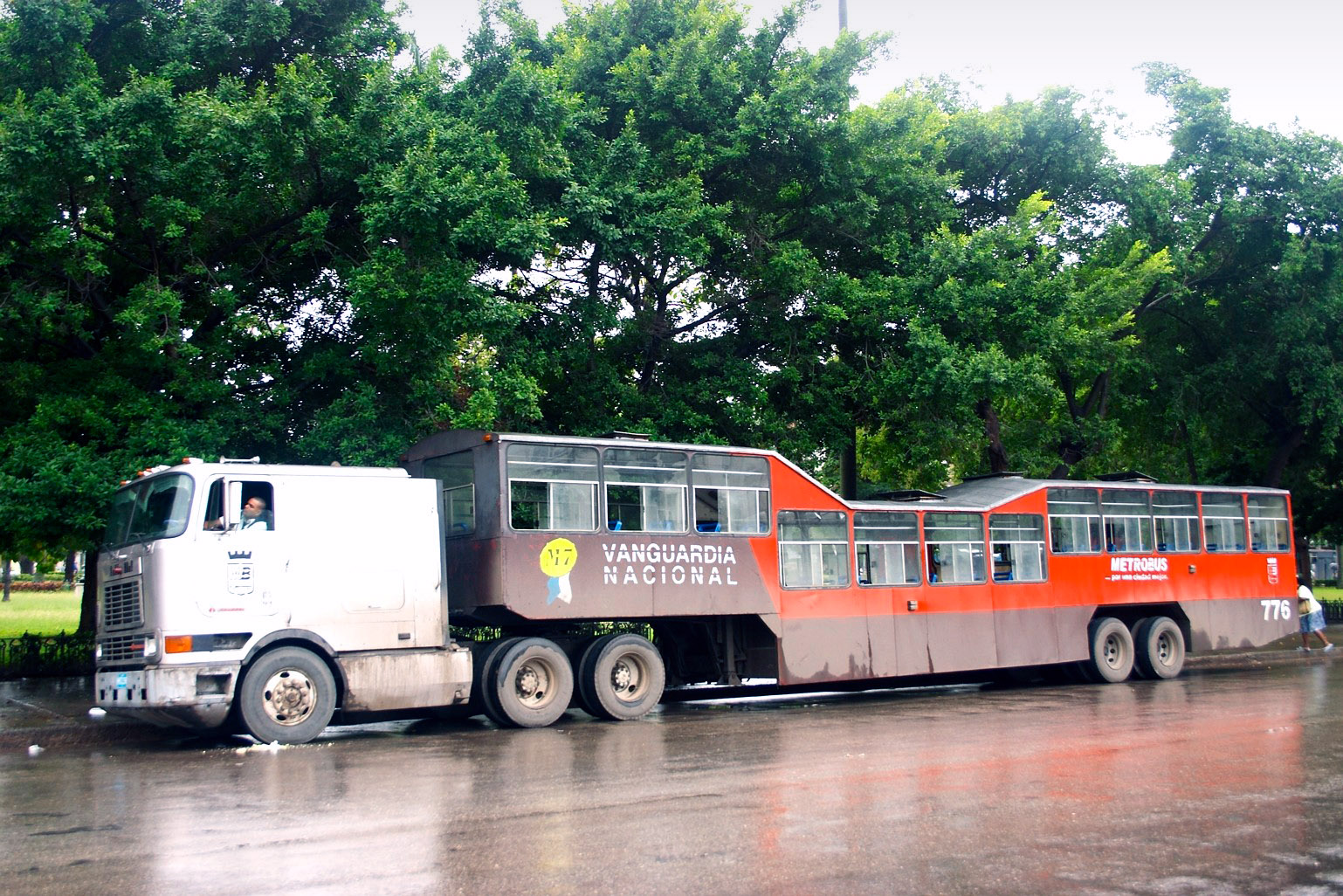
Xe buýt "Con lạc đà Cuba" được cải tiến từ xe đầu kéo, phương tiện giao thông công cộng độc đáo của Cuba thời hậu chiến tranh lạnh

Sự sụp đổ của Liên Xô năm 1991 khiến nền kinh tế Cuba bị ảnh hưởng nặng nề. Nó dẫn tới một cuộc di cư khác tới Hoa Kỳ năm 1994, nhưng cuối cùng đã giảm xuống mức vài nghìn người một năm theo một thỏa thuận Hoa Kỳ-Cuba. Một lần nữa tăng lên trong giai đoạn 2004-2006 dù ở mức thấp hơn nhiều so với trước đó. Do hậu quả của sự tan vỡ Liên bang Xô viết, dẫn tới việc Cuba bị mất thị trường xuất khẩu và mất nguồn cung dầu mỏ với giá rẻ, khiến kinh tế Cuba bị sụt giảm tới 35% chỉ trong 4 năm (từ 1989 tới 1993). Nó cũng gây ra, tương tự như tại các quốc gia cộng sản chủ nghĩa khác, một cuộc khủng hoảng lòng tin với những người tin tưởng rằng Liên bang Xô viết là một hình mẫu "xây dựng chủ nghĩa xã hội" thành công và là một mô hình để các nước khác noi theo. Tuy nhiên, tại Cuba những sự kiện ấy chưa đủ để thuyết phục những người Cộng sản Cuba rằng họ phải thay đổi mô hình phát triển đất nước.
Tới cuối thập kỷ 1990, tình hình kinh tế Cuba đã được ổn định. Khi ấy Cuba đã ít nhiều có các mối quan hệ kinh tế với hầu hết các quốc gia Mỹ Latinh và đã cải thiện quan hệ với Liên minh châu Âu, tổ chức này bắt đầu có quan hệ thương mại và các khoản giúp đỡ cho hòn đảo này. Trung Quốc cũng xuất hiện với tư cách một đối tác tiềm năng mới, thậm chí khi Cuba đã đứng về phía Liên Xô trong cuộc Chia rẽ Trung – Xô trong thập kỷ 1960. Cuba cũng tìm thấy các đồng minh mới là Tổng thống Hugo Chávez tại Venezuela và Tổng thống Evo Morales của Bolivia, những nước xuất khẩu dầu và khí tự nhiên lớn.
Năm 2014, sau 53 năm bao vây cấm vận, Tổng thống Mỹ Barack Obama đã tuyên bố mong muốn bình thường hóa quan hệ giữa 2 nước. Ngày 20/3/2016 Tổng thống Mỹ Barack Obama bắt đầu chuyến thăm lịch sử tới Cuba. Đây có thể coi là chuyến thăm lịch sử tới Cuba bởi lần đầu tiên trong 88 năm qua mới có một tổng thống đương nhiệm của Mỹ thăm chính thức quốc đảo này. Tuy nhiên, Tổng thống kế nhiệm là Donald Trump đã hủy bỏ chính sách thân thiện thời Obama và tiếp tục duy trì cấm vận Cuba.

### Chuyển giao trách nhiệm

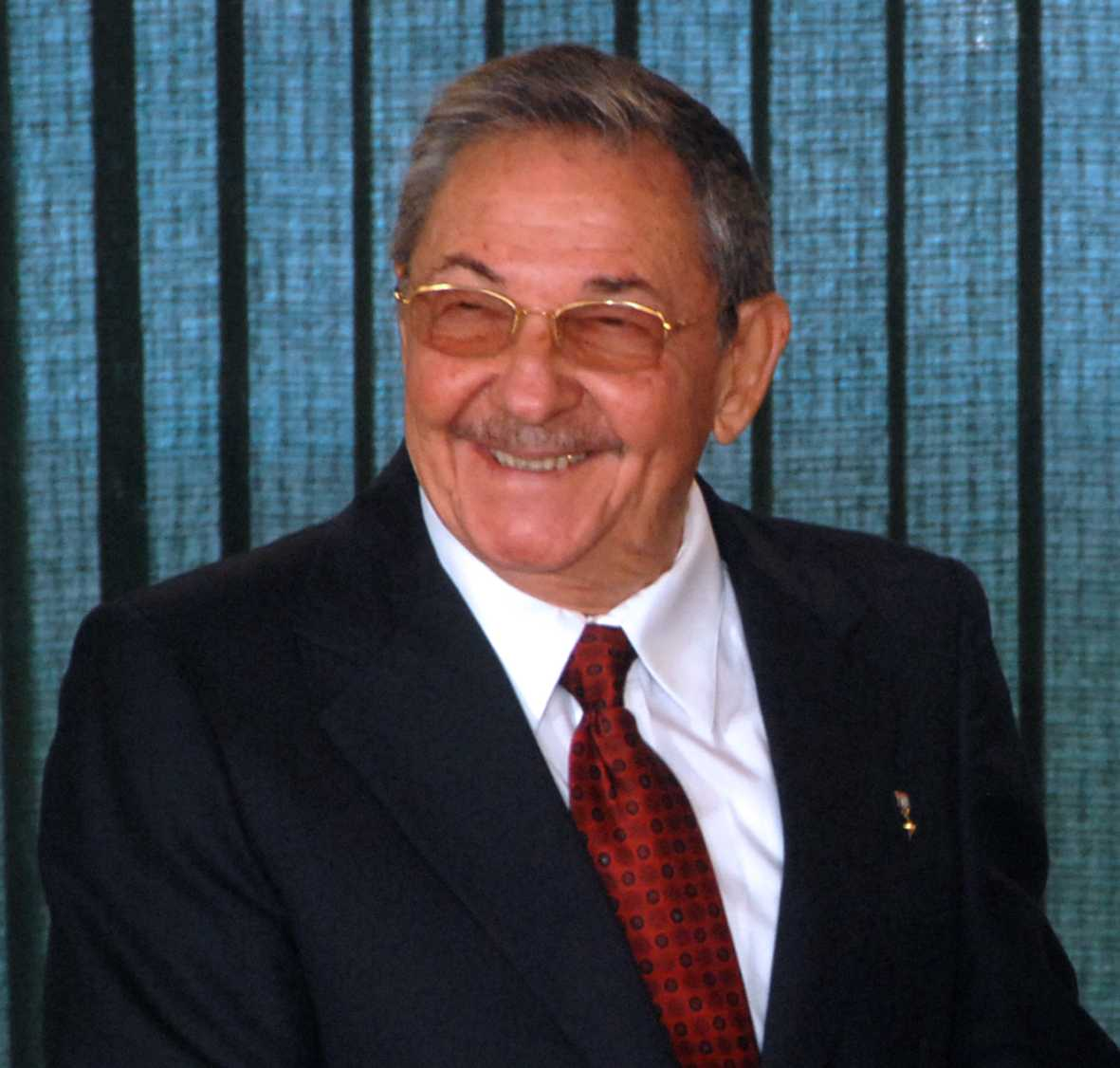
Raúl Castro, người kế nhiệm và là em trai của Fidel Castro

Ngày 31 tháng 7 năm 2006, Fidel Castro xin thôi các chức vụ Chủ tịch Hội đồng nhà nước, Chủ tịch Hội đồng bộ trưởng, Tổng bí thư Đảng Cộng sản Cuba và chức vụ Tổng tư lệnh các lực lượng vũ trang. Quốc hội Cuba bầu em trai và cũng là người bạn chiến đấu của ông là Phó chủ tịch thứ nhất, Raúl Castro, đảm nhiệm các vụ này. Cuộc chuyển giao quyền lực này đã được miêu tả là tạm thời để Castro hồi phục từ cuộc phẫu thuật sau khi phải chịu một cơn "bệnh đường ruột cấp tính gây chảy máu". Fidel Castro quá ốm yếu để tham dự buổi lễ toàn quốc lần thứ 50 kỉ niệm thời điểm con tàu Granma cập đất liền ngày 2 tháng 12 năm 2006, khiến có những đồn đoán cho rằng Castro bị ung thư dạ dày, dù Bác sĩ Tây Ban Nha García Sabrido, sau một cuộc khám xét ngày Giáng sinh, đã nói rằng tình trạng ốm yếu của ông là một vấn đề về tiêu hóa và không phải ung thư giai đoạn cuối.
Ngày 31 tháng 7 năm 2007, băng hình cuộc gặp của Castro với Tổng thống Venezuela Hugo Chávez đã được phát sóng, theo các báo cáo của truyền thông quốc tế, Castro "tỏ ra yếu ớt nhưng khỏe hơn vài tháng trước", và nhà lãnh đạo Cuba đã có một cuộc nói chuyện điện thoại kéo dài đáng ngạc nhiên trên buổi nói chuyện trên đài của Chávez Aló Presidente tháng sau đó. Dù những người trung thành với Castro trong chính phủ Cuba đã nói rằng ông sẽ vẫn ra tranh cử trong cuộc bầu cử năm 2008 vào Quốc hội Cuba, vẫn có những nghi ngờ về việc ông sẽ tiếp tục hay thậm chí có khả năng quay lại cầm quyền hay không. Kể từ năm 2007 tới nay, Fidel Castro không tham gia bất kỳ hoạt động chính trị nào, ông tập trung viết báo và thỉnh thoảng trả lời phỏng vấn một số nhà báo nước ngoài.
Vào tháng 2 năm 2013, Chủ tịch Cuba Raúl Castro tuyên bố ông sẽ từ chức vào năm 2018, chấm dứt nhiệm kỳ năm năm của mình. Miguel Díaz-Canel được chọn để thay thế Raúl Castro làm Chủ tịch Hội đồng Nhà nước và Thủ tướng (Chủ tịch) của Hội đồng Bộ trưởng ngày 18 tháng 4 năm 2018 và tuyên thệ nhậm chức vào ngày hôm sau
Sau khi Fidel Castro qua đời vào ngày 25 tháng 11 năm 2016, chính phủ Cuba tuyên bố quốc tang chín ngày. Trong thời gian tang lễ, công dân Cuba bị cấm chơi nhạc lớn, tiệc tùng và uống rượu.

## Địa lý

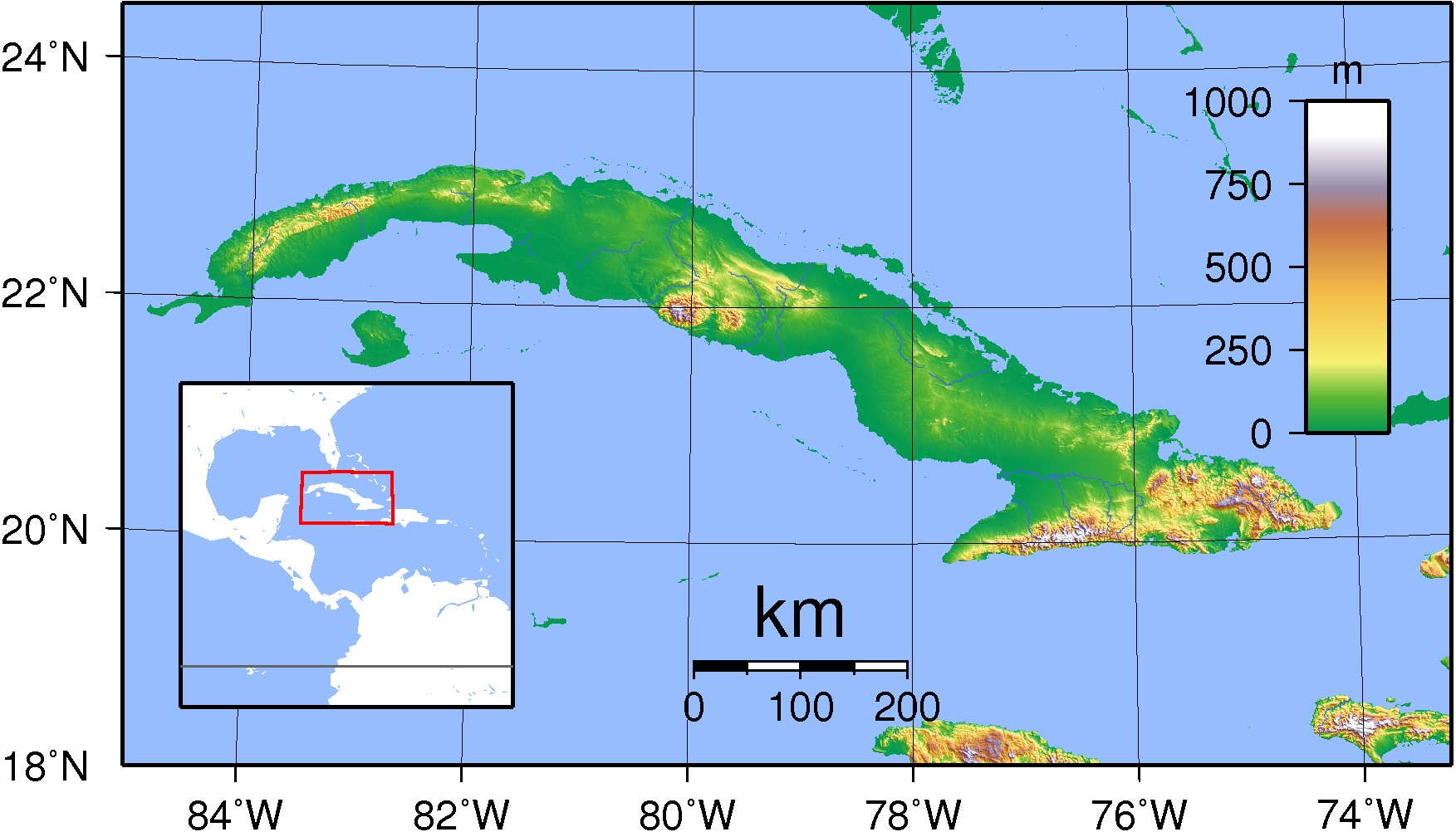
Địa hình Cuba và vị trí trong khu vực Trung Mỹ và Caribe

Cuba là một quần đảo nằm tại Biển Caribbean, với tọa độ địa lý 21°3N, 80°00W. Cuba là hòn đảo chính, được bao quanh bởi bốn nhóm đảo lớn. Chúng gồm Colorados, Camagüey, Jardines de la Reina và Canarreos. Hòn đảo chính Cuba chiếm hầu hết diện tích đất nước (105.006 km² hay 40.543 dặm vuông) và là hòn đảo lớn thứ 17 trên thế giới theo diện tích. Hòn đảo lớn thứ hai tại Cuba là Đảo Thanh niên (Isla de la Juventud), tên cũ là Đảo Thông (Isla de la Pinos) ở phía đông nam, với diện tích 3056 km² (1180 dặm vuông). Cuba có tổng diện tích đất liền 110.860 km².
Hòn đảo chính gồm chủ yếu các đồng bằng phẳng tới hơi dốc. Ở cực phía đông nam Sierra Maestra, một rặng núi dốc đứng với điểm cao nhất là Pico Real del Turquino 2.005 mét (6.578 ft). Khí hậu địa phương là nhiệt đới, dù được điều tiết ôn hòa bởi gió mậu dịch. Nói chúng (với biến thiên theo địa phương), có một mùa khô từ tháng 11 tới tháng 4, và một mùa mưa từ tháng 5 tới tháng 10. Nhiệt độ trung bình 21 °C vào tháng 1 và 27 °C vào tháng 7. Cuba nằm trên đường đi của các cơn bão và chúng thường xảy ra nhất trong khoảng từ tháng 9 tới tháng 10. La Habana là thành phố lớn nhất và thủ đô Cuba; các thành phố lớn khác gồm Santiago de Cuba và Camagüey. Những thị trấn khác gồm Baracoa từng là khu định cư đầu tiên của người Tây Ban Nha tại Cuba, Trinidad, và một di sản thế giới của UNESCO, and Bayamo.

## Chính trị
Cuba là một nhà nước xã hội chủ nghĩa một đảng theo chủ nghĩa Marx–Lenin và nguyên tắc tập trung dân chủ.(tr38) Hiến pháp Cuba quy định ý thức hệ của Cuba là "tư tưởng của José Martí và lý luận chính trị xã hội của Marx, Engels và Lenin" và xác định Đảng Cộng sản Cuba là "lực lượng lãnh đạo của xã hội và nhà nước".

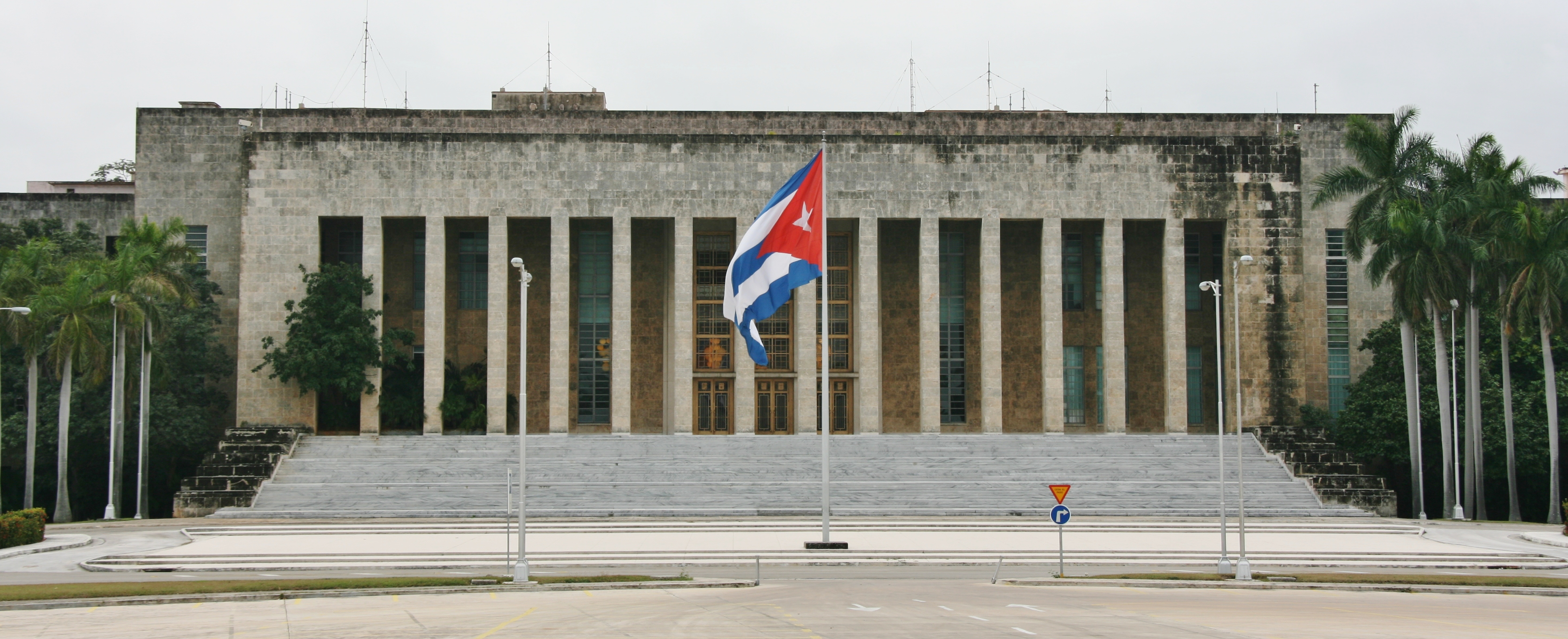
Trụ sở Trung ương Đảng Cộng sản Cuba

Bí thư thứ nhất Đảng Cộng sản Cuba là chức danh cấp cao nhất, quyền lực nhất của Cuba, nắm vai trò lãnh đạo Bộ Chính trị và Ban Bí thư. Chủ tịch nước là nguyên thủ quốc gia, do Quốc hội Chính quyền Nhân dân bầu ra với nhiệm kỳ năm năm và không được giữ chức vụ quá hai nhiệm kỳ liên tiếp.
Quốc hội Chính quyền Nhân dân là cơ quan quyền lực nhà nước cao nhất của Cuba và thực hiện quyền lập pháp, gồm 474 đại biểu. Nhiệm kỳ của mỗi khóa Quốc hội là năm năm. Quốc hội mỗi năm họp hai kỳ, trong thời gian giữa hai kỳ họp Quốc hội thì Hội đồng Bộ trưởng thực hiện quyền lập pháp. Ứng cử viên đại biểu Quốc hội được phê chuẩn thông qua trưng cầu ý dân. Công dân Cuba đủ 16 tuổi trở lên và không có tiền án có quyền bầu cử. Hiến pháp quy định bầu cử được tiến hành theo nguyên tắc tự do, bình đẳng, bỏ phiếu kín và ứng cử viên phải nhận được ít nhất quá nửa số phiếu bầu hợp lệ tại đơn vị bầu cử để được công nhận trúng cử.
Không một đảng nào được phép đưa ra ứng cử viên hay vận động tranh cử tại Cuba, dù Đảng Cộng sản Cuba đã tổ chức năm cuộc Đại hội đại biểu từ năm 1975. Năm 1997, đảng tuyên bố có 780.000 đảng viên, và đại diện của đảng chiếm ít nhất một nửa các Hội đồng quốc gia và Quốc hội. Các vị trí còn lại thuộc các ứng cử viên được gọi là không đảng phái. Các đảng khác thực hiện chiến dịch tranh cử và vận động tài chính ở nước ngoài, còn các hoạt động của các nhóm đối lập bị hạn chế và coi là bất hợp pháp. Tuy hiến pháp Cuba có quy định cho phép tự do ngôn luận, những quyền này bị hạn chế theo Điều 62, nói rằng "Không một quyền tự do nào được ghi nhận cho các công dân có thể tiến hành hoạt động chống đối.... sự tồn tại và các mục đích của nhà nước xã hội chủ nghĩa, hay trái ngược với quyết định của nhân dân Cuba về việc xây dựng chủ nghĩa xã hội và chủ nghĩa cộng sản. Những hành động vi phạm nguyên tắc này có thể bị xét xử theo pháp luật." Bởi tư liệu sản xuất nằm trong tay nhà nước và dưới sự kiểm soát của chính phủ, đã có nhiều trường hợp vi phạm nguyên tắc này khiến người vi phạm mất việc làm.
Đảng viên Đảng Cộng sản Cuba tham gia vào Các Ủy ban Bảo vệ Cách mạng toàn dân, đóng vai trò chủ chốt trong cuộc sống hàng ngày. Các nhóm này được hình thành để phối hợp với các định chế công cộng, đảm bảo rằng người dân trung thành với mục tiêu chủ nghĩa xã hội của chính phủ, và hành động như một người giám sát với hàng xóm chống lại các hoạt động "phản cách mạng".

### Nhân quyền
Chính phủ Cuba đã bị Hoa Kỳ cáo buộc về những hành động vi phạm nhân quyền, gồm tra tấn, bỏ tù, xét xử không công bằng và tử hình không xét xử. Những người hoạt động đối lập than phiền bị sách nhiễu và tra tấn Tuy chính phủ Cuba đã đình chỉ hoàn hình phạt tử hình năm 2001, nhưng nó không được áp dụng với những thủ phạm của một vụ không tặc có vũ trang hai năm sau đó. Các nhóm như Ân xá Quốc tế và Tổ chức Theo dõi Nhân quyền đã đưa ra những báo cáo về những người mà theo họ là các "tù nhân lương tâm" Cuba. Những người đối lập cáo buộc chính phủ Cuba đàn áp tự do biểu thị quan điểm bằng cách hạn chế truy cập Internet. Chính phủ Cuba từ chối cho Ủy ban Quốc tế của Hội Chữ thập đổ tiếp cận với các tù nhân và các nhóm nhân quyền của họ gồm cả việc cấm Ân xá Quốc tế hoạt động tại Cuba.
Đối với một số cáo buộc về nhân quyền, Fidel Castro cho rằng nhà nước đôi khi phải hạn chế quyền tự do của một số cá nhân để bảo vệ các quyền lợi của tập thể nhân dân như quyền được lao động, giáo dục, chăm sóc sức khỏe và y tế miễn phí.. Đối với những cáo buộc khác, chính phủ Cuba kiên quyết bác bỏ và gọi đó là sự vu khống chính trị nhằm chống lại nước này.

### Liên đoàn thương mại
Có các liên đoàn kinh tế tại Cuba, với số thành viên lên tới 98% nhân lực hòn đảo này. Các liên đoàn không đăng ký với bất kỳ một cơ quan nhà nước nào, và tự lấy kinh phí hoạt động từ nguồn đóng góp thành viên hàng tháng. Những người ủng hộ họ cho rằng các viên chức liên đoàn được bầu lên trên cơ sở tự do, và có nhiều quan điểm chính trị bên trong mỗi liên đoàn. Tuy nhiên, tất cả các liên đoàn đều là một phần của một tổ chức được gọi là Confederación de Trabajadores Cubanos (Hiệp hội Công nhân Cuba, CTC), hội này thực sự có những mối quan hệ mật thiết với nhà nước và Đảng Cộng sản. Những người ủng hộ cho rằng CTC cho phép công nhân chuyển ý kiến lên chính phủ; những người đối lập lại cho rằng chính phủ sử dụng nó để kiểm soát các công đoàn thương mại và chỉ định các thành viên lãnh đạo công đoàn. Quyền tự do bày tỏ ý kiến của công nhân cũng là một vấn đề được tranh luận. Những người ủng hộ hệ thống cho rằng những ý kiến của công nhân trên thực tế đã hình thành nên chính sách của chính phủ trong nhiều hoàn cảnh, như đề xuất cải cách thuế năm 1993, trong khi phe đối lập, đưa ra những nghiên cứu của các tổ chức lao động quốc tế cho thấy công nhân bị buộc phải thề nguyền trung thành với các lý tưởng của Đảng Cộng sản, và cho rằng chính phủ chi phối một cách có hệ thống và cản trở các nhà hoạt động công đoàn, trong khi vẫn ngăn cấm việc thành lập các liên đoàn thương mại độc lập (không thuộc CTC), rằng các lãnh đạo các liên đoàn độc lập đã bị bỏ tù, và rằng quyền đình công của công nhân không được ghi nhận trong luật.

### Quan hệ đối ngoại

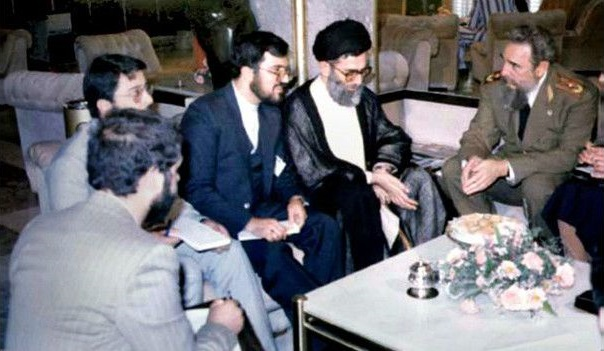
Fidel Castro và Ali Khamenei tại một hội nghị của Phong trào không liên kết ở Zimbabwe, ngày 3 tháng 9 năm 1986

Cuba là một thành viên sáng lập Liên Hợp Quốc, G77, Phong trào không liên kết, Tổ chức các quốc gia châu Phi, Caribe và Thái Bình Dương, ALBA, và Tổ chức các quốc gia châu Mỹ.
Chính sách đối ngoại của Cuba khác đáng kể so với những nước nhỏ đang phát triển khác. Dưới thời Castro, Cuba can thiệp sâu vào các cuộc chiến ở châu Phi, Trung Mỹ và châu Á. Cuba ủng hộ Algérie trong Chiến tranh Algérie và cử hàng nghìn quân lính đến Angola trong Nội chiến Angola. Ngoài ra, Cuba can thiệp vào các xung đột quân sự ở Ethiopia, Guinée, Guiné-Bissau, Mozambique và Yemen.
Ngày 17 tháng 12 năm 2014, qua vai trò trung gian của Tòa Thánh, Chủ tịch nước Cuba Raul Castro và Tổng thống Hoa Kỳ Barack Obama tuyên bố đã đạt được một thỏa thuận về việc bình thường hóa quan hệ ngoại giao giữa hai nước sau hơn 50 năm gián đoạn. Tuy nhiên, việc bình thường hóa quan hệ còn phải trải qua một giai đoạn dài phía trước vì nó phải nhận được sự phê chuẩn từ Quốc hội Hoa Kỳ. Tuy nhiên, tổng thống kế nhiệm ông Obama là Donald Trump vào năm 2016 hủy bỏ chính sách thân thiện của người tiền nhiệm, và tiếp tục duy trì cấm vận và thù địch với Cuba.

#### Lệnh cấm vận của Hoa Kỳ
Từ năm 1960, Hoa Kỳ tiến hành cấm vận Cuba sau khi chính quyền cách mạng quốc hữu hóa tài sản của Hoa Kỳ tại Cuba, là lệnh cấm vận lâu dài nhất trong lịch sử quan hệ quốc tế. Tổng thống Hoa Kỳ Dwight D. Eisenhower ra lệnh cấm toàn bộ xuất khẩu đến Cuba, ngoại trừ thuốc và một số thực phẩm. Năm 1962, Tổng thống John F. Kennedy ra lệnh cấm nhập khẩu hàng hóa Cuba. Trong cuộc khủng hoảng tên lửa năm 1962, Hoa Kỳ phong tỏa đường biển của Cuba, nhưng lệnh phong tỏa được dõ bỏ sau khi cuộc khủng hoảng được giải quyết. Lệnh cấm vận tiếp tục có hiệu lực và đã được sửa đổi nhiều lần.

### Phân cấp hành chính
Về mặt hành chính, Cuba được chia thành 15 tỉnh và một đơn vị hành chính đặc biệt (Isla de la Juventud). Các tỉnh hiện tại được thành lập trên cơ sở sáu tỉnh cũ của Cuba (Pinar del Río, Habana, Matanzas, Las Villas, Camagüey và Oriente) và giống với các tỉnh quân sự do Tây Ban Nha thiết lập trong Chiến tranh giành độc lập Cuba nhằm bình định các vùng bất ổn nhất. Mỗi tỉnh được chia thành các xã.

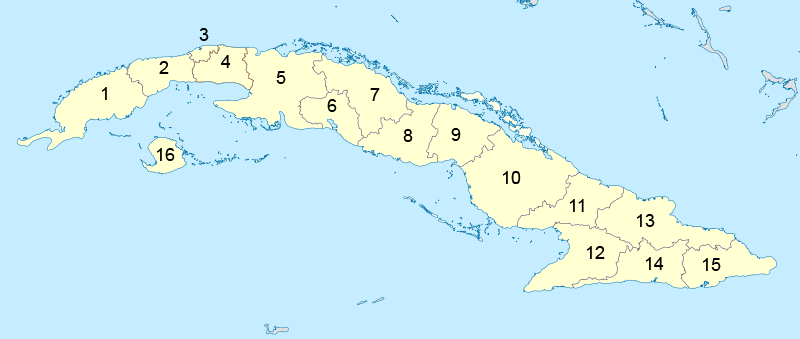
Tỉnh của Cuba

| 1. Pinar del Río 2. Artemisa 3. La Habana 4. Mayabeque 5. Matanzas 6. Cienfuegos 7. Villa Clara 8. Sancti Spíritus | 1. Ciego de Ávila 2. Camagüey 3. Las Tunas 4. Granma 5. Holguín 6. Santiago de Cuba 7. Guantánamo 8. Isla de la Juventud |  |

### Quân đội
Lực lượng Vũ trang Cách mạng Cuba là lực lượng vũ trang chính quy của Cuba. Tính đến  năm 2018, ngân sách quốc phòng của Cuba là 91,8 triệu đô la Mỹ, đạt 2,9% GDP, so với hơn 10% GDP vào năm 1985. Trong Chiến tranh Lạnh, Cuba xây dựng quân đội lớn thứ hai của Mỹ Latinh nhờ viện trợ quân sự của Liên Xô, chỉ sau Brasil. Sau khi Liên Xô tan ra, Cuba giảm quân số từ 235.000 người vào năm 1994 xuống 49.000 người vào năm 2021.
Ngân sách hạn chế khiến Cuba khó có thể mua sắm các hệ thống vũ khí hiện đại. Quân đội Cuba đã nỗ lực cải tiến các loại vũ khí cũ và tạo ra nhiều vũ khí tự chế độc đáo nhưng mạnh mẽ.

## Kinh tế
Bài chính: Kinh tế Cuba, Du lịch Cuba, Chế độ phân phối tại Cuba, Sociolismo

GDP bình quân đầu người của Cuba từ năm 1829 đến năm 2018

Nền kinh tế Cuba là một nền kinh tế kế hoạch xã hội chủ nghĩa. Nhà nước sở hữu phần lớn tư liệu sản xuất và sử dụng đa số lực lượng lao động. Những năm gần đây, đã có xu hướng chuyển dịch lao động sang lĩnh vực tư nhân. Năm 2006, khu vực công sử dụng 78% lực lượng lao động và khu vực tư nhân sử dụng 22%. Năm 2017, chi tiêu chính phủ đạt 78,1% GDP. Từ đầu thập niên 2010, Cuba tiến hành một số cải cách kinh tế thị trường và được mô tả là đang hướng tới chủ nghĩa xã hội thị trường. Doanh nghiệp thuê người Cuba phải trả tiền cho chính phủ Cuba và chính phủ Cuba trả lương cho người lao động bằng peso Cuba. Năm 2021, mức lương tối thiểu hàng tháng là 2.100 peso Cuba (81 đô la Mỹ) và mức lương trung bình hàng tháng là 4.000 peso Cuba (155 đô la Mỹ).

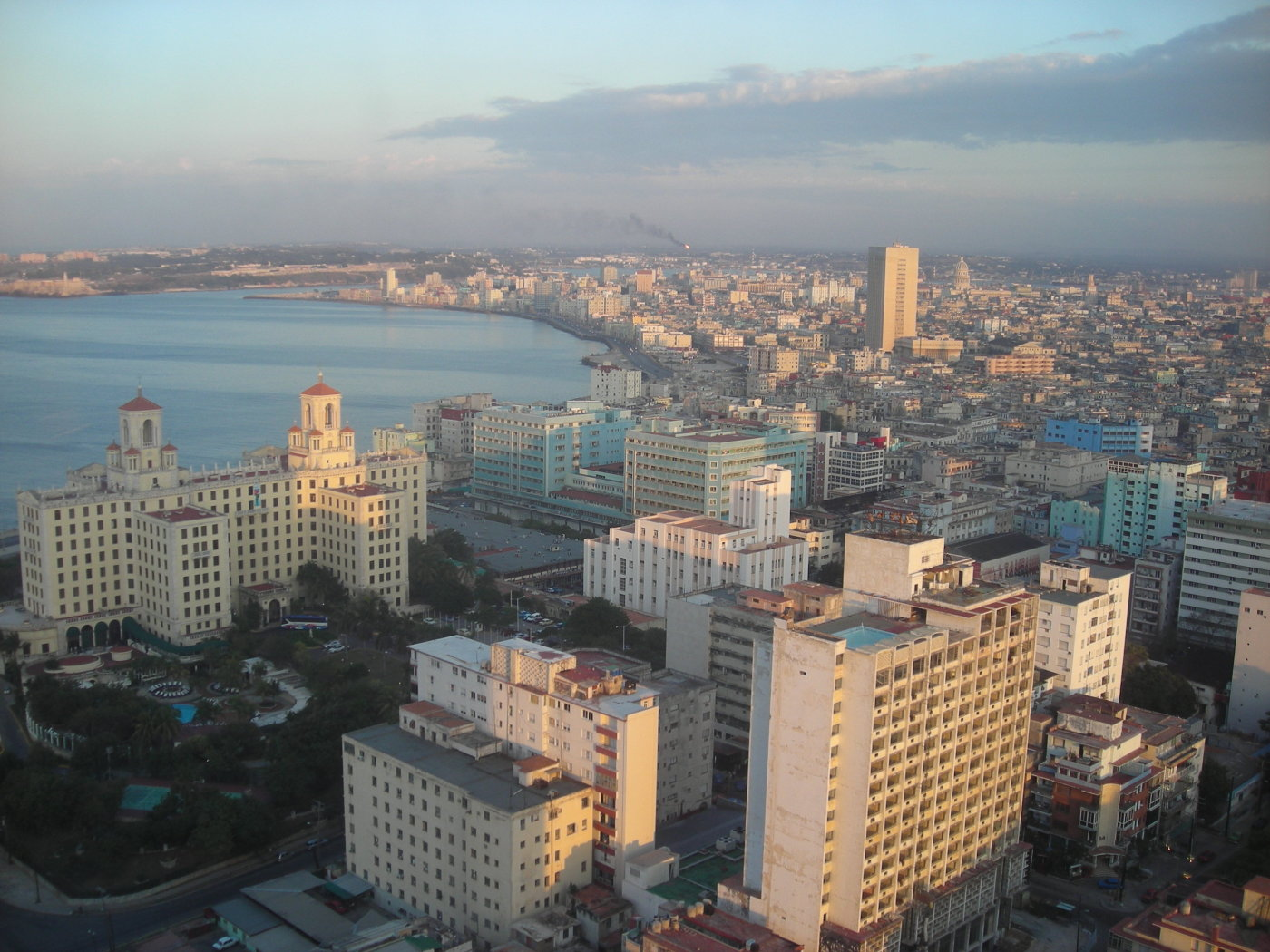
Tổ hợp khách sạn du lịch trên bờ vịnh La Habana.

Bắt đầu từ cuối thập niên 1980, các khoản viện trợ của Xô viết cho nền kinh tế quản lý nhà nước của Cuba bắt đầu cạn kiệt. Trước khi Liên bang Xô viết sụp đổ, Cuba phụ thuộc vào Moskva về thị trường xuất khẩu và những khoản viện trợ tối cần thiết. Người Xô viết từng trả giá cao cho sản phẩm đường của Cuba trong khi cung cấp dầu mỏ cho nước này với giá thấp hơn thị trường. Có thời điểm, Cuba nhận được các khoản viện trợ lên tới 6 tỷ dollar Mỹ. Sự biến mất của các khoản trợ cấp đó đã khiến nền kinh tế Cuba rơi vào một giai đoạn suy thoái ngắn, được gọi là Giai đoạn đặc biệt tại Cuba. Năm 1992, Hoa Kỳ thắt chặt lệnh cấm vận thương mại. Một số người tin rằng điều này có thể đã tới sự sụt giảm tiêu chuẩn sống tại Cuba và chạm tới điểm khủng hoảng chỉ trong vòng một năm. Tuy nhiên đến năm 1994, kinh tế Cuba đã phục hồi, không lún sâu vào suy thoái như người ta dự đoán.
Tương tự các quốc gia xã hội chủ nghĩa và có xu hướng xã hội chủ nghĩa sau sự sụp đổ của Liên bang Xô viết, Cuba đưa ra các biện pháp theo định hướng thị trường tự do giới hạn nhằm giải quyết tình trạng khan hiếm nghiêm trọng thực phẩm, hàng hóa tiêu dùng, và dịch vụ xảy ra khi các khoản viện trợ của Liên Xô chấm dứt. Những biện pháp này gồm cho phép một số công ty tư nhân hoạt động trong lĩnh vực bán lẻ và chế tạo, hợp pháp hóa sự sử dụng đồng dollar Mỹ trong thương mại và khuyến khích du lịch. Năm 1996 du lịch đã vượt qua ngành công nghiệp mía đường để trở thành nguồn thu ngoại tệ lớn nhất cho Cuba. Cuba đã tăng gấp ba thị phần du lịch của mình tại Caribbean trong thập kỷ qua, với sự đầu tư to lớn vào hạ tầng du lịch, tỷ lệ tăng trưởng này được dự đoán sẽ còn tiếp diễn. 1.9 triệu du khách đã tới Cuba năm 2003 chủ yếu từ Canada và Liên minh châu Âu mang lại khoản tiền 2.1 tỷ dollar cho nước này. Sự tăng trưởng nhanh chóng của lĩnh vực du lịch trong Giai đoạn đặc biệt đã tác động mạnh mẽ tới kinh tế xã hội Cuba. Nó đã dẫn tới dự báo về sự xuất hiện của một nền kinh tế hai thành phần và tạo điều kiện thuận lợi cho một kiểu du lịch apartheid nhà nước trên hòn đảo này.
Chính phủ Cuba đã phát triển đáng kể khả năng du lịch y tế của họ, coi đó là một trong những phương tiện quan trọng mang lại thu nhập cho đất nước. Trong nhiều năm, Cuba đã phát triển các bệnh viện đặc biệt điều trị bệnh riêng cho người ngoại quốc và các nhà ngoại giao nước ngoài. Mỗi năm, hàng ngàn người châu Âu, người Mỹ Latinh, người Canada và người Mỹ tới đây để sử dụng các dịch vụ chăm sóc y tế có giá cả thấp hơn tới 80% so với tại Hoa Kỳ. Cuba cũng xuất khẩu các thành tựu y tế của họ ra khắp thế giới đem lại hàng tỷ USD cho đất nước này mỗi năm.

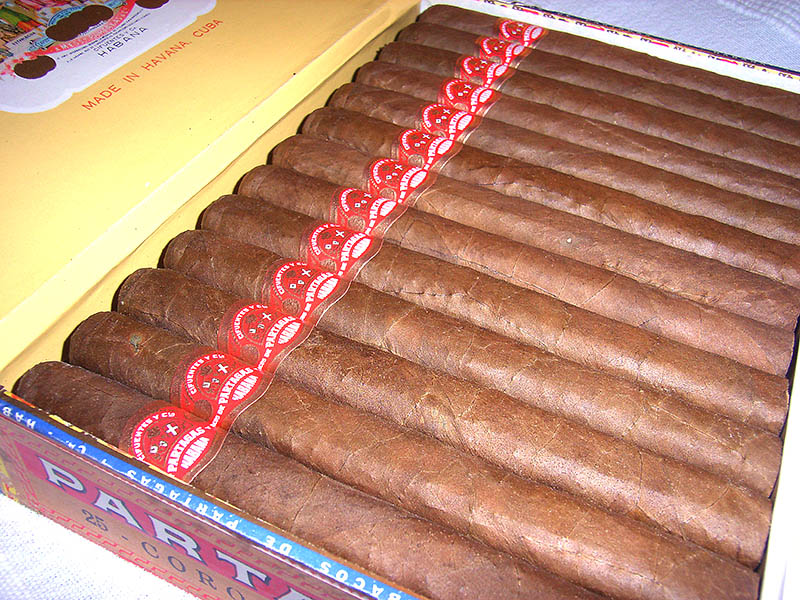
Xì gà La Habana có thương hiệu nổi tiếng thế giới cũng là nguồn thu ngoại tệ đáng kể của Cuba

Năm 1962, chính phủ đưa ra chính sách phân phối lương thực, càng trở nên gắt gao sau sự sụp đổ của Liên Xô. Trong giai đoạn 1990 - 1998, nền kinh tế Cuba gặp nhiều khó khăn do mất các đối tác kinh tế là các nước xã hội chủ nghĩa và bắt đầu phục hồi vào năm 1999. Tới cuối năm 2001, nghiên cứu cho thấy mức sống trung bình tại Cuba thấp hơn giai đoạn Xô viết. Những vấn đề chủ chốt là nhà nước không thể trả lương đáp ứng nhu cầu của người lao động và hệ thống phân phối luôn bị ám ảnh thường xuyên với tình trạng thiếu hụt hàng hóa. Khi số lượng hàng hóa phân phối giảm, người Cuba dần phải quay sang chợ đen để có được những sản phẩm căn bản: quần áo, thực phẩm, đồ dùng gia đình, vật dụng chăm sóc sức khoẻ. Khu vực không chính thức này được nhiều người dân Cuba gọi là sociolismo. Ngoài ra, tình trạng tham nhũng nhỏ trong các ngành công nghiệp nhà nước, như ăn cắp tài sản nhà nước để bán ra chợ đen, cũng thường xảy ra. Cuba thiếu lương thực kinh niên vì họ không thể tự túc lương thực. Năm 2008, đến 80% lương thực của Cuba phải nhập khẩu trong khi phân nửa đất thuộc sở hữu nhà nước bỏ hoang hoặc sản xuất thiếu hiệu quả vì vậy nhà nước phải cho phép nông dân mua nông cụ và bán nông sản trên thị trường cũng như cho phép họ mở rộng đất đai để sản xuất. Hơn nữa, Cuba đã trải qua tình trạng thiếu hụt nhà ở vì chính phủ không thể đáp ứng nổi sự gia tăng nhu cầu.
Trong những năm đầu thế kỷ 21, sự nổi lên của Venezuela với vị Tổng thống Dân chủ Xã hội Hugo Chávez khiến Cuba có được nhiều khoản viện trợ từ nước này giúp cải thiện nền kinh tế. Viện trợ của Venezuela cho Cuba chủ yếu thông qua khoản cung cấp lên tới 80.000 barrel dầu mỏ mỗi ngày đổi lấy lao động chuyên gia và các mặt hàng nông nghiệp. Tuy vậy kể từ năm 2016, kinh tế Venezuela rơi vào khủng hoảng, kinh tế Cuba vì thế mà cũng bị ảnh hưởng. Sau một giai đoạn ổn định tương đối được thúc đẩy bởi dầu giá rẻ từ Venezuela, hiện nay tình trạng thiếu lương thực và thuốc men một lần nữa trở thành vấn đề nghiêm trọng hàng ngày đối với hàng triệu người dân Cuba. Sản lượng dầu của Cuba đáp ứng khoảng 40% nhu cầu của nước này, 60% còn lại do Venezuela cung cấp. Lệnh cấm vận của Mỹ lên Venezuela năm 2019 làm nguồn cung dầu từ Venezuela sụt giảm khiến Cuba thiếu năng lượng. Cuba đang đẩy mạnh khai thác dầu để bù vào lượng dầu nhập khẩu sụt giảm với sự giúp đỡ của Nga.
Trong nhiều năm qua, Cuba đã thu hồi lại một số biện pháp định hướng kinh tế thị trường đã được đưa ra trong thập kỷ 1990. Năm 2004, các quan chức Cuba đã công khai ủng hộ đồng Euro trở thành "đối trọng toàn cầu với đồng dollar Mỹ", và hạn chế đồng dollar trong dự trữ cũng như trong thanh toán thương mại. Những hạn chế ngày càng tăng của chính phủ Hoa Kỳ về đi lại của những người Mỹ gốc Cuba cũng như khoản tiền họ được phép mang về Cuba càng khiến Chính phủ Cuba tăng kiểm soát sự lưu chuyển đồng dollar trong nền kinh tế. Trong thập kỷ qua, người Cuba nhận được khoảng 600 triệu tới 1 tỷ dollar hàng năm, chủ yếu từ các thành viên gia đình đang sống tại Mỹ. Con số này bị ảnh hưởng bởi thực tế chính phủ Mỹ cấm các công dân của mình gửi quá 1.200 USD về Cuba. Chính sách cấm vận của Mỹ chống Cuba là một tác nhân quan trọng: Cuba ước tính sự cấm vận của Mỹ khiến kinh tế của họ bị tổn thất khoảng 20 tỷ USD/năm. 

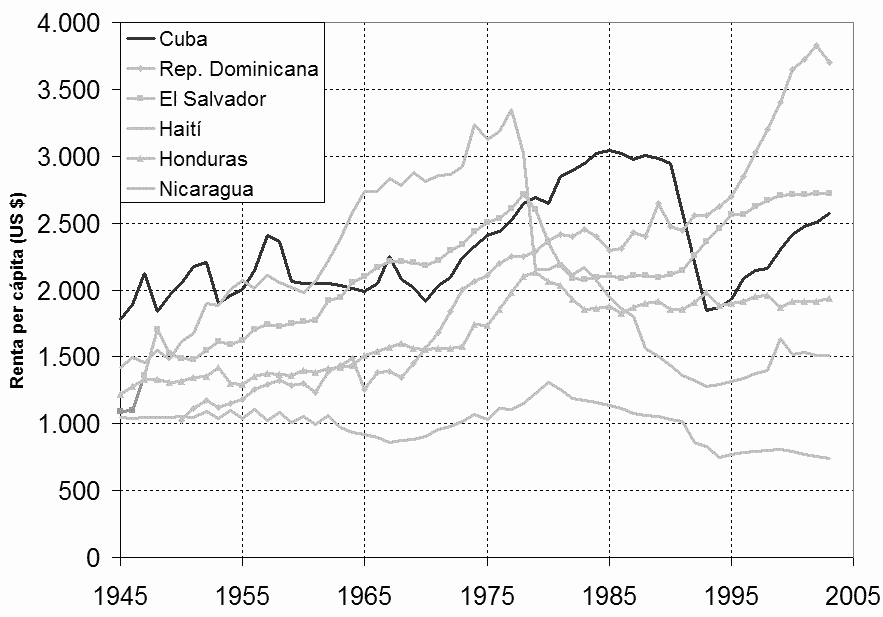
Biểu đồ tăng trưởng GDP của Cuba trong 60 năm (1945–2005) so với một số nước láng giềng nhỏ quanh vịnh México.

Năm 2005, Cuba xuất khẩu hàng hóa trị giá 2.4 tỷ dollar, xếp hạng 114 trên 226 quốc gia trên thế giới, và nhập khẩu 6.9 tỷ dollar, xếp hạng 87 trên 226 nước. Các đối tác thương mại chính của nước này là Hà Lan, Canada và Trung Quốc; các đối tác nhập khẩu chính là Venezuela, Tây Ban Nha và Hoa Kỳ. Các mặt hàng xuất khẩu chính của Cuba là đường, niken, thuốc lá, cá, sản phẩm y tế, chanh, cà phê và lao động có tay nghề; các mặt hàng nhập khẩu gồm thực phẩm, nhiên liệu, quần áo và máy móc. Cuba hiện có khoản nợ khoảng 13 tỷ dollar, chiếm xấp xỉ 38% GDP. Theo Heritage Foundation, Cuba phụ thuộc vào các tài khoản tín dụng luân phiên từ nước này sang nước khác. Con số 35% thị phần đường thế giới trước kia của Cuba đã giảm xuống chỉ còn 10% vì nhiều yếu tố, gồm cả sự sụt giảm giá hàng hóa sử dụng đường Cuba kém tính cạnh tranh hơn trên thị trường thế giới. Cuba từng là nước sản xuất và xuất khẩu đường lớn nhất thế giới. Tuy nhiên, vì mất các bạn hàng truyền thống Cuba giảm đầu tư vào ngành mía đường nên sản lượng đường của Cuba đã giảm nghiêm trọng. Năm 2002, hơn một nửa các nhà máy đường ở Cuba phải đóng cửa. Thu hoạch mía chỉ đạt 1.1 triệu tấn, thấp nhất trong gần một trăm năm qua, chỉ tương đương với sản lượng năm 1903 và 1904. Từ xuất khẩu đường Cuba chuyển sang xuất khẩu dịch vụ y tế. Năm 2018, xuất khẩu y tế đem lại cho Cuba 11 tỷ USD.
Cuba chiếm 6.4% thị trường thế giới về niken chiếm khoảng 25% tổng xuất khẩu Cuba. Năm 2006, một trữ lượng dầu mỏ lớn đã được tìm thấy tại Châu thổ Bắc Cuba dẫn tới việc các thành viên Jeff Flake và Larry Craig thuộc Quốc hội Hoa Kỳ kêu gọi bãi bỏ lệnh cấm vận với Cuba. Sản lượng niken đã giảm từ 79.950 tấn trong năm 2011 xuống còn 50.000 vào năm 2018, theo Rodríguez, cựu bộ trưởng kinh tế Cuba. Sản lượng thu hoạch đường giảm gần 44%, xuống còn một triệu tấn. Số lượng khách du lịch chỉ tăng 1%. Tăng trưởng GDP nói chung đã bị kẹt ở mức 1% trong vòng 3 năm 2016-2018.
Bất chấp thiệt hại do cấm vận kinh tế, theo số liệu của Ngân hàng Thế giới, Cuba vẫn là nước có thu nhập bình quân đầu người đạt mức khá cao, đạt mức 20.646 USD/người/năm (theo sức mua tương đương – PPP) vào năm 2013, bằng 55% so với Nhật Bản và xếp hạng 55/185 quốc gia Chỉ số phát triển con người (HDI) ở mức cao (0,815 điểm vào năm 2013, hạng 44 thế giới).

### Chính sách thuế
Sau Cách mạng Cuba năm 1959, các công dân được bãi bỏ thuế thu nhập cá nhân (lương của họ được coi là lương thực và không phải chịu thuế). Tuy nhiên, từ năm 1996, nhà nước bắt đầu áp dụng các loại thuế thu nhập cá nhân trên công dân Cuba được hưởng lương bằng ngoại tệ mạnh, chủ yếu là các chủ doanh nghiệp.

## Nhân khẩu

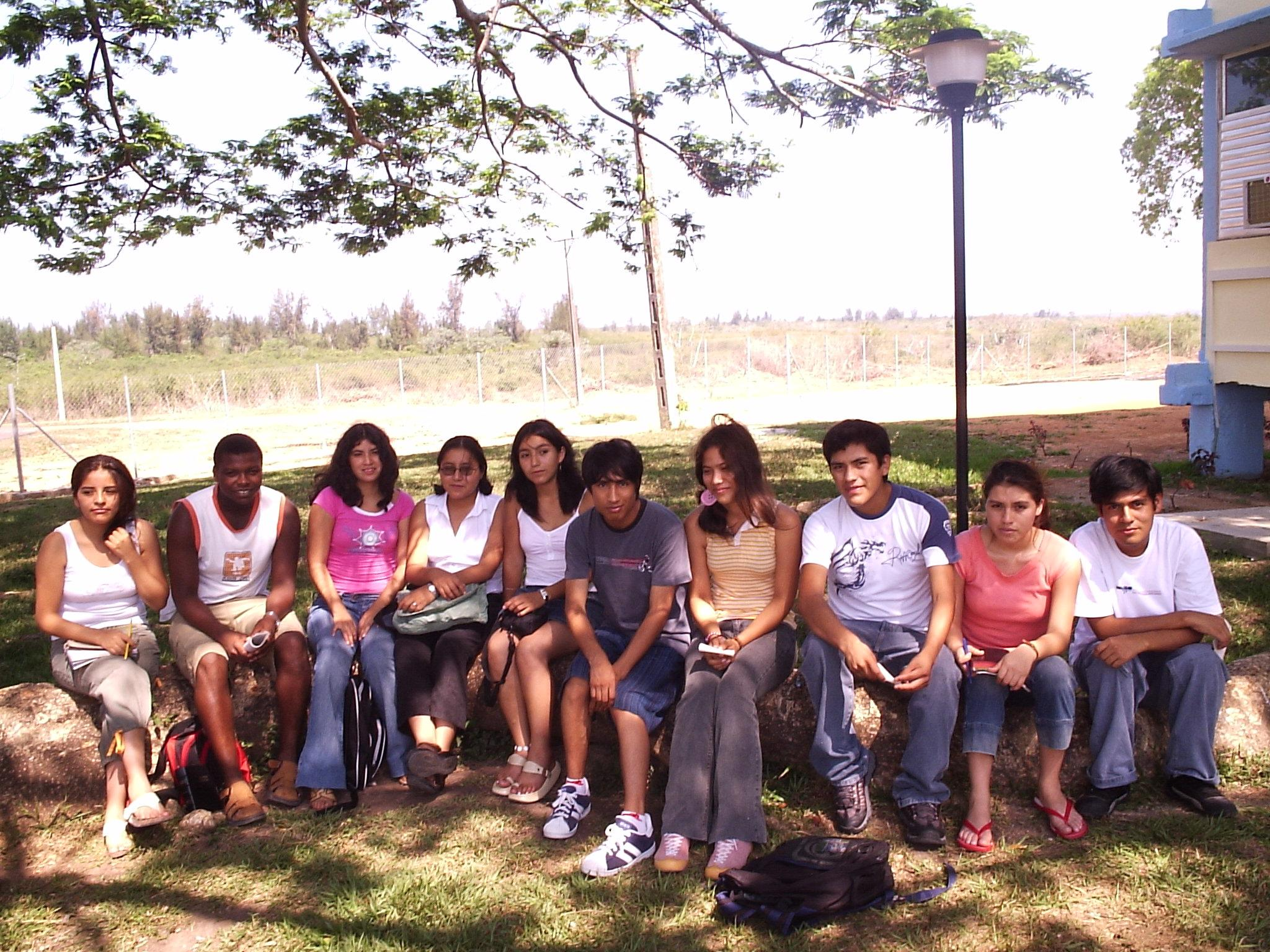
Tính đa chủng tộc của người dân Cuba qua một nhóm sinh viên trường Y khoa

Theo kết quả điều tra dân số năm 2010, dân số của Cuba là 11.241.161 người, trong đó 5.628.999 là nam và 5.612.175 là nữ.

### Dân tộc và chủng tộc
Theo The World Factbook, 51% người Cuba là người lai da trắng và da đen, 37% da trắng, 11% da đen, và 1% gốc Trung Quốc. Các cuộc nghiên cứu DNA trên khắp vùng Antilles đã cho thấy có sự hiện diện của các nhóm neo-Taino trong dân số ở mức độ lớn hơn quan niệm trước kia.
Tính theo chủng tộc 7.271.926 da trắng, 1.126.894 da đen và 2.778.923 mulatto (hay mestizo). Số người Trung Quốc tại Cuba chủ yếu là hậu duệ của các lao động đã tới đây trong thế kỷ XIX để xây dựng các tuyến đường sắt và làm việc tại các khu mỏ. Sau cuộc Cách mạng Công nghiệp, nhiều người trong số các lao động này đã ở lại Cuba vì họ không đủ tiền quay lại Trung Quốc.
| Tỉ lệ các chủng tộc tại Cuba (2012) | Tỉ lệ các chủng tộc tại Cuba (2012) | Tỉ lệ các chủng tộc tại Cuba (2012) | Tỉ lệ các chủng tộc tại Cuba (2012) | Tỉ lệ các chủng tộc tại Cuba (2012) |
| ----------------------------------- | ----------------------------------- | ----------------------------------- | ----------------------------------- | ----------------------------------- |
| Chủng tộc                           |                                     |                                     |                                     |                                     |
| Người da trắng                      | Người da trắng                      |                                     | 64.1%                               | 64.1%                               |
| Người lai                           | Người lai                           |                                     | 27.6%                               | 27.6%                               |
| Người da đen                        | Người da đen                        |                                     | 9.3%                                | 9.3%                                |
| Người Châu Á                        | Người Châu Á                        |                                     | 0.1%                                | 0.1%                                |

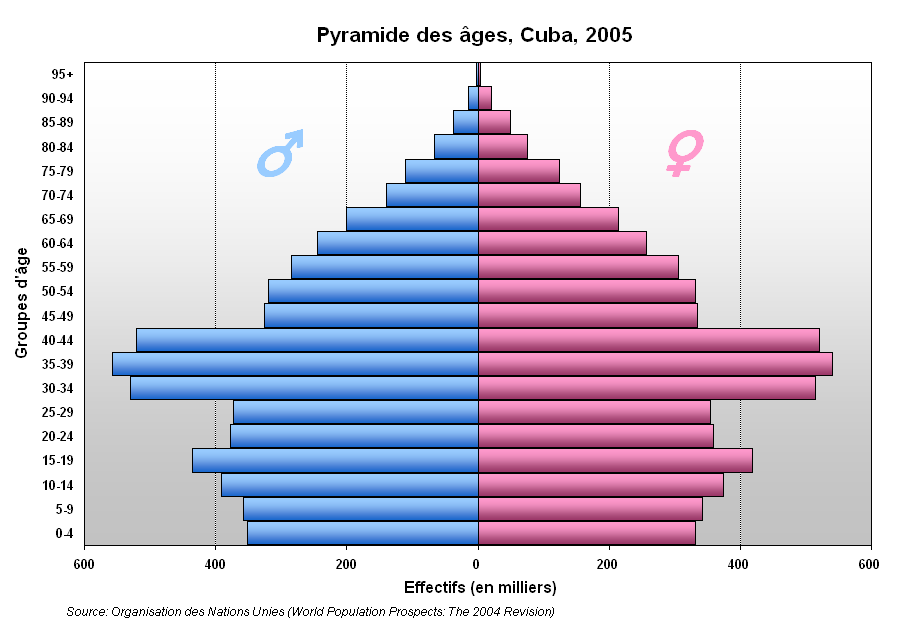
Biểu đồ hình tháp về dân số Cuba năm 2005

Chính phủ Cuba kiểm soát sự di dân vào thủ đô La Habana vì đây là vùng thành thị (nơi sinh sống của gần 20% dân số đất nước) đã quá tải về sử dụng đất, nước, điện, vận tải và các yếu tố hạ tầng đô thị khác. Những người dân di cư nội bộ tới La Habana được đặt biệt hiệu là "Palestinos" (người Palestine); họ chủ yếu tới từ vùng phía đông Oriente. Cuba cũng là nơi sinh sống của một số người không phải gốc Cuba. Có khoảng vài nghìn người tị nạn Bắc Phi ở độ tuổi thiếu niên và nhỏ hơn.
Tỷ lệ sinh của Cuba (9,88 sinh trên 1000 người năm 2006) là một trong những tỷ lệ thấp nhất khu vực Tây Bán Cầu. Tổng dân số đã tăng liên tục từ khoảng 7 triệu người năm 1961 tới hơn 11 triệu hiện nay, nhưng tỷ lệ tăng đã ngừng lại trong vài thập kỷ qua, và gần đây đã quay sang xu hướng giảm, lần đầu tiên chính phủ Cuba đã thông báo trong năm 2006 có hiện tượng giảm dân số từ vụ Di cư Mariel. Sự sụt giảm trong tỷ lệ sinh - từ 3.2 trẻ em trên phụ nữ năm 1970 xuống còn 1.38 năm 2006 - là mức lớn thứ ba ở Tây Bán Cầu, chỉ Guadeloupe và Jamaica có mức giảm lớn hơn. Cuba, vốn cho phép nạo thai, có tỷ lệ nạo thai 58.6 trên 1000 ca mang thai năm 1996 so với tỷ lệ trung bình vùng Caribbean là 35, tỷ lệ trung bình vùng Mỹ Latinh là 27 (tại Mỹ La tinh hầu như là nạo thai bất hợp pháp), và tỷ lệ trung bình tại châu Âu 48. Ngoài ra, việc sử dụng biện pháp tránh thai được ước tính khoảng 79% (ở một phần ba phía trên các nước tại Tây Bán Cầu). Với tỷ lệ nạo thai cao, tỷ lệ sinh thấp, và dân số đang già đi, sơ đồ nhân khẩu Cuba rất giống với sơ đồ nhân khẩu các quốc gia Đông Âu như Ba Lan hay Ukraine chứ không phải các quốc gia Mỹ Latinh hay Caribbean láng giềng.

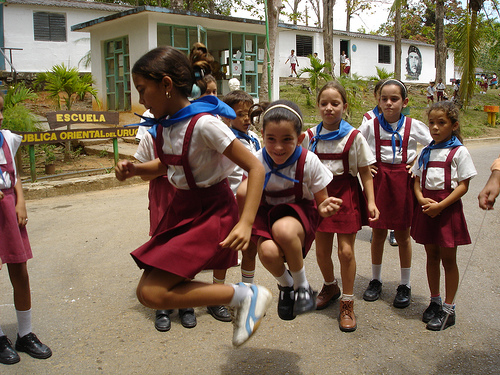
Học sinh đang chơi nhảy dây giữa các lớp tại một trường cấp hai vùng thôn quê Cuba

Nhập cư và di cư đã mang lại những hiệu ứng đáng kể trên sơ đồ nhân khẩu học Cuba trong thế kỷ XX. Trong khoảng 1900 và 1930, gần mộ triệu người Tây Ban Nha đã tới nước này. Từ năm 1959, hơn một triệu người đã rời bỏ hòn đảo, chủ yếu đi tới Miami, Florida, nơi có một cộng đồng nhập cư có giáo dục cao và thành công về mặt kinh tế đang sinh sống (Vận động hành lang Cuba-Mỹ). Cuộc di cư xảy ra ngay lập tức sau Cách mạng Cuba chủ yếu thuộc các tầng lớp trung và thượng lưu với đa số người da trắng, vì thế đã dẫn tới một sự thay đổi lớn trong tỷ lệ sinh và chủng tộc trong nhiều nhóm sắc tộc. Tìm cách bình thường hóa sự di cư giữa hai nước - đặc biệt sau sự hỗn loạn xảy ra với vụ Di tản Mariel - Cuba và Hoa Kỳ đã đồng thuận (trong cái ngày nay thường được gọi là Thỏa thuận Clinton-Castro năm 1994) hạn chế sự di cư tới Mỹ. Theo đó, Hoa Kỳ trao một số lượng visa cụ thể cho những người muốn di cư (20.000 từ năm 1994) trong khi những người Cuba được cứu vớt ngoài biển khi di cư bất hợp pháp không có visa sẽ bị trả về Cuba. Luật pháp Mỹ trao cho Tổng chưởng lý quyền quyết định trao quyền cư trú thường xuyên cho những người dân hay công dân Cuba đang tìm cách hợp pháp hóa tình trạng của mình nếu họ đã có mặt tại Hoa Kỳ trong ít nhất một năm sau khi được chấp nhận hay có sự cam kết và được chấp nhận là những người nhập cư. Những người di cư bất hợp pháp đó chủ yếu là những người liều mạng và nhanh nhẹn. Năm 2016 có tới 56.406 người Cuba nhập cư vào Hoa Kỳ. Human Rights Watch đã chỉ trích các biện pháp hạn chế di cư của Cuba và những điều mà họ gọi là giữ trẻ em làm "con tin" nhằm ngăn chặn những người Cuba đi du lịch nước ngoài đào thoát.

### Tôn giáo
Tôn giáo tại Cuba (2010)

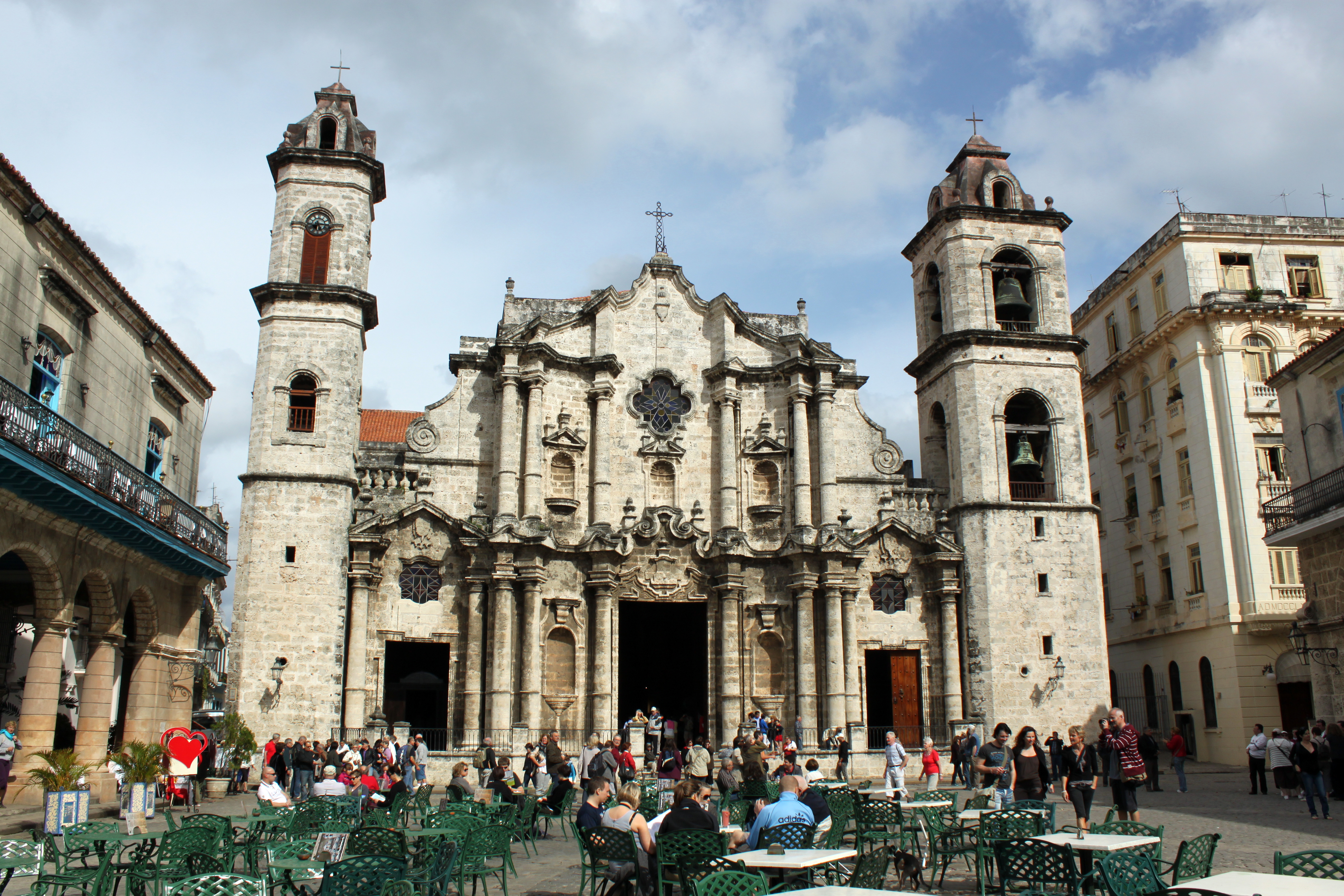
Nhà thờ chính tòa Havana

Theo khảo sát của Trung tâm Nghiên cứu Pew vào năm 2010, 59,2% dân số Cuba theo Kitô giáo (trong đó đa số là Công giáo), 23,0% không tôn giáo, 17,4% theo các tín ngưỡng dân gian (như Santería) và 0,4% theo các tôn giáo khác.
Công giáo du nhập vào Cuba vào đầu thế kỷ 16 theo thực dân Tây Ban Nha và hiện là tôn giáo lớn nhất Cuba. Sau Cách mạng Cuba, Cuba trở thành một nhà nước vô thần. Từ Đại hội Đảng Cộng sản Cuba lần thứ 4 vào năm 1991, các biện pháp hạn chế tôn giáo được nới lỏng và quyền tự do tôn giáo được tăng cường, dù giáo hội vẫn phải đối mặt với các hạn chế trong liên lạc thư từ và điện tử, và chỉ được nhận quà tặng từ các nguồn tài trợ được nhà nước cho phép. Hội đồng Giám mục Công giáo Cuba lãnh đạo cộng đồng Công giáo tại Cuba, do Hồng y Tổng Giám mục La Habana Jaime Lucas Ortega y Alamino đứng đầu. Công giáo ở Cuba hiện có 11 giáo phận thuộc 3 giáo tỉnh, 56 dòng nữ tu và 24 dòng nam tu. Tháng 1 năm 1998, Giáo hoàng Gioan Phaolô II có chuyến thăm lịch sử tới Cuba theo lời mời của Chính phủ Cuba và Giáo hội Công giáo tại Cuba.
Nét đặc trưng lớn nhất trong tôn giáo Cuba là sự hiện diện của nhiều niềm tin thuộc các dạng thức khác nhau. Sự đa dạng này có nguồn gốc từ người Tây và Trung Phi, những người đã được đưa tới lao động tại Cuba, và trên thực tế đã tái tạo các tôn giáo châu Phi của họ. Họ tạo ra nó bằng cách kết hợp các tôn giáo cũ với các yếu tố đức tin trong đạo Công giáo, với kết quả là một thứ tôn giáo rất giống với Umbanda của Brasil. Công giáo thường được thực hành cùng với Santería, một tín ngưỡng pha trộn Công giáo với các niềm tin khác, chủ yếu là từ châu Phi. Thánh quan thầy của Cuba là La Virgen de la Caridad del Cobre (Đức Mẹ đồng trinh Bác ái) được người dân đặc biệt tôn kính và xem là một biểu trưng của đất nước. Trong tín ngưỡng Santería, bà được đồng hóa với nữ thần Ochún. Lễ hội tôn giáo lớn "La Virgen de la Caridad del Cobre" được người Cuba tổ chức hàng năm ngày 8 tháng 9. Các tôn giáo khác cũng hoạt động gồm Palo Monte và Abakuá mà phần lớn các nghi lễ được thực hiện bằng các ngôn ngữ châu Phi.
Các nhóm Tin Lành, được Hoa Kỳ truyền đến từ thế kỷ 18, luôn có bước tăng trưởng vững chắc về số lượng tín hữu. Có khoảng 300.000 người Cuba thuộc 54 giáo phái Tin Lành trên hòn đảo này. Phong trào Ngũ tuần cũng đã phát triển mạnh trong những năm gần đây, và chỉ riêng Hội chúng của Đức Chúa Trời đã tuyên bố mình có 100.000 tín đồ. Giáo hội Trưởng lão Cuba tuyên bố có 10.000 tín đồ. Cuba có các cộng đồng Do Thái, Hồi giáo và một số ít các thành viên thuộc Bahá'í giáo. La Habana chỉ có ba Hội đường Do Thái giáo và không có một thánh đường Hồi giáo nào. Đa số người Do Thái Cuba là hậu duệ của những người Do Thái từ Ba Lan và Nga bỏ chạy khỏi cuộc tàn sát người Do Thái đầu thế kỷ 20. Tuy nhiên, cũng có một số lượng đáng kể người Do Thái Sephardic tại Cuba, họ có nguồn gốc từ Thổ Nhĩ Kỳ (chủ yếu tại Istanbul và Thrace). Đa số những người Do Thái Sephardic sống tại các tỉnh, dù họ thực sự có duy trì một hội đường tại La Habana. Trong thập niên 1960, 8.000 người Do Thái di cư sang Miami. Trong thập niên 1990, xấp xỉ 400 người Do Thái Cuba đã quay trở về Israel trong cuộc di cư được sắp xếp sử dụng thị thực do các quốc gia thông cảm với nguyện vọng về Israel của họ cung cấp.

### Giáo dục

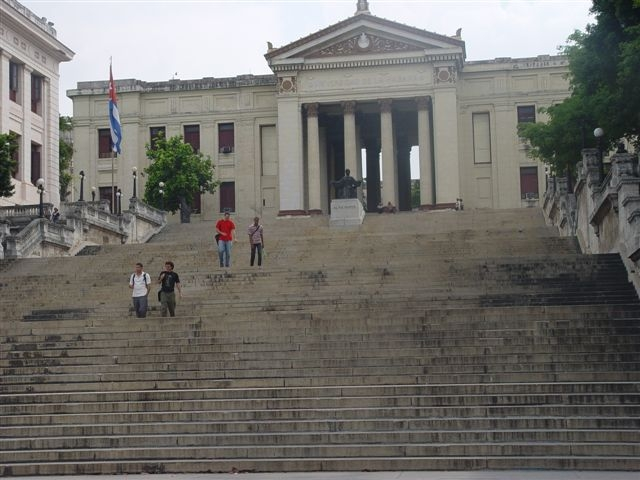
Trường đại học quốc gia Cuba tại La Habana

Về lịch sử, Cuba luôn có tỷ lệ giáo dục và biết chữ cao nhất Mỹ Latinh, cả trước và sau thời kỳ cách mạng. Giáo dục là miễn phí đối với mọi công dân Cuba gồm cả giáo dục đại học. Các định chế giáo dục tư nhân không được phép hoạt động. Phổ cập giáo dục áp dụng với mọi đứa trẻ từ sáu tuổi tới hết mức giáo dục cấp hai căn bản (thường là 15 tuổi) và tất cả học sinh, không cần biết giới tính và sắc tộc, đều mặc đồng phục của trường với màu sắc thể hiện cấp học. Trong suốt quá trình học, học sinh không phải trả một khoản phí nào, từ tiền may đồng phục, tiền mua sắm sách vở, giấy bút và còn được nuôi ăn một bữa hoặc cả ngày (tùy theo từng trường). Do vậy, gần như không có một trẻ em Cuba nào bị thất học, dù đó là ở nơi nông thôn xa xôi.
Giáo dục tiểu học kéo dài sáu năm, giáo dục trung học cơ sở được chia thành mức căn bản và tiền đại học. Giáo dục cao học được tiến hành tại các trường đại học, các viện, các viện sư phạm và các viện bách khoa. Đại học La Habana được thành lập năm 1728 và có một số trường cao đẳng cũng như đại học khác. Bộ Giáo dục Cao học Cuba cũng điều hành chương trình Giáo dục Từ xa mở các lớp buổi chiều và buổi tối tại các vùng nông thôn cho các lao động nông nghiệp. Giáo dục được đề cao cả về mặt chính trị và ý thức hệ, và sinh viên bậc cao học được chờ đợi sẽ là người thực hiện các mục tiêu do chính phủ Cuba đề ra.

### Y tế
Về lịch sử, Cuba đã được xếp hạng một trong những quốc gia có số nhân viên y tế cao và có nhiều đóng góp vào công cuộc chăm sóc sức khỏe cộng đồng tại Mỹ Latinh từ thế kỷ XIX. Theo những con số thống kê của Tổ chức Y tế Thế giới (WHO), một số chỉ số y tế tại Cuba đã có thể so sánh với các nước công nghiệp phát triển theo các số liệu được thu thập lần đầu năm 1957, thời điểm mà cách mạng Cuba chưa diễn ra. Vào thời điểm năm 1958, Cuba có tỉ lệ bác sĩ trên đầu người đạt 9,2 bác sĩ/10.000 dân, cao hơn những nước phát triển như Anh, Pháp và Hà Lan, và ở Mỹ Latinh thì xếp hạng thứ ba sau Uruguay và Argentina.. Tuy nhiên, các dịch vụ và cơ sở y tế chỉ tập trung ở các thành phố, trong khi các điều kiện y tế ở khu vực nông thôn, đặc biệt là Oriente, tồi tệ hơn đáng kể Cung cấp vật tư y tế phụ thuộc nhiều vào nhập khẩu từ các nước khác, chăm sóc sức khỏe chủ yếu là tư nhân và dành cho người giàu, chỉ có một khu vực dịch vụ y tế công có kinh phí và nguồn nhân lực thấp đáp ứng cho phần còn lại của dân số. Năm 1955, tỷ lệ tử vong ở trẻ sơ sinh ở mức 80,69 ca tử vong trên 1.000 ca sinh nở, cao hơn so với Paraguay và Surinam. Năm 1950, tuổi thọ bình quân ở Cuba là 55,8 tuổi, ở mức trung bình trên thế giới
Ngay sau cuộc cách mạng, chăm sóc sức khỏe toàn dân được thông qua và trở thành ưu tiên của kế hoạch nhà nước. Chính phủ Hoa Kỳ áp đặt lệnh cấm vận chống lại Cuba, điều này sẽ dẫn đến gia tăng tỷ lệ tử vong do bệnh tật và trẻ sơ sinh trong thập kỷ 1960.. Trong thập niên 1970, mô hình y tế đa khoa về chăm sóc ban đầu được củng cố và mở rộng, tập trung vào giáo dục sức khỏe, phòng ngừa và giám sát môi trường. Số lượng sinh viên tốt nghiệp y khoa tăng lên, do đó mở rộng chương trình quốc tế về y tế của Cuba. Trong thập niên 1980, hệ thống chăm sóc sức khỏe Cuba được củng cố, chăm sóc ban đầu được thúc đẩy với sự ra đời của "Chương trình Bác sĩ Gia đình". Ngành công nghệ sinh học chuyên sản xuất thuốc men, vắc-xin cũng cất cánh.
Khảo sát chi tiết hơn của WHO về Cuba cho thấy chúng được chuẩn bị bởi mỗi chính phủ và luôn được công bố không thay đổi bởi WHO; vì thế đã có câu hỏi được đặt ra. Năm 2000, tổng thư ký Liên Hiệp quốc, ông Kofi Annan nói: "Những thành tựu của Cuba trong phát triển xã hội là rất ấn tượng so với quy mô tổng sản phẩm quốc nội bình quân đầu người. Với chỉ số phát triển con người do Liên Hợp Quốc xếp hạng sau các năm, Cuba là đáng ghen tị so với nhiều quốc gia khác giàu có hơn. Cuba chứng tỏ các quốc gia có thể làm nhiều điều chỉ với các nguồn lực hạn chế mà họ có nếu tập trung đúng vào các ưu tiên - y tế, giáo dục và xóa mù chữ."
Chính phủ Cuba điều hành một mạng lưới y tế quốc gia và đảm trách tất cả các nghĩa vụ chi phí và hành chính đối với việc chăm sóc sức khỏe cho nhân dân. Nhánh các bệnh viện dành cho các nhà ngoại giao và khách du lịch nước ngoài thì riêng biệt với nhánh trên.

#### Thành tựu
Các chỉ số sức khỏe của Cuba hiện nay được xếp hạng ở cấp độ các quốc gia phát triển trên thế giới, dù Cuba là một quốc gia có nguồn lực kinh tế nhỏ. Cuba cũng tự hào là một trong những nước có tỷ lệ bác sĩ cao nhất trên thế giới. Du lịch y tế cũng là một ngành công nghiệp phát triển mạnh ở Cuba ngày nay. Cho đến nay, người ta tin rằng dịch vụ y tế là hàng hóa xuất khẩu quan trọng nhất của Cuba. Cuba cũng xuất khẩu thành công nhiều sản phẩm y tế, chẳng hạn như vắc-xin. Tất cả người dân Cuba đều được khám, chữa bệnh miễn phí. Những bệnh viện ở Cuba không có cảnh bệnh nhân phải chung nhau một giường.
Một số thống kê về y tế Cuba như sau:
- Tuổi thọ bình quân: nam 75,11; nữ: 79,85 (Mỹ tương ứng là 75; 80,8).
- Tỷ lệ tử vong trẻ sơ sinh: 6,22 ca tử vong trên 1.000 trẻ em (Mỹ là 6,43).
- Tỷ lệ nhiễm HIV: dưới 0,1 phần trăm (Mỹ: 0,6 phần trăm).
- Số bác sĩ trên 1000 dân: 5,91 (Mỹ: 2,56).
- Số giường bệnh trên 10.000 dân: 49 (Mỹ: 33).
- 25.000 bác sĩ Cuba đang làm nhiệm vụ nhân đạo tại 68 quốc gia. Năm 2006, 1.800 bác sĩ từ 47 nước đang phát triển đã tốt nghiệp từ 21 trường y tế của Cuba. Mỗi năm có hơn 5.000 "khách du lịch sức khỏe" đi du lịch tới Cuba, tạo ra hơn 40 triệu USD cho nền kinh tế Cuba. 50,000 bác sĩ Cuba làm việc tại 67 nước đem lại cho nước này khoảng 11 tỷ USD mỗi năm[102].
- Số bác sĩ Fidel Castro gửi sang Mỹ để giúp đỡ các nạn nhân của cơn bão Katrina: 1.586 người

Chính phủ Cuba thường xuyên cử các đoàn y tế tới các khu vực có thiên tai, dịch bệnh trên thế giới (đặc biệt tại các nước nghèo) để hỗ trợ Kể từ khi Cuba cử một nhóm bác sĩ đến giúp Chile khắc phục hậu quả của một trận động đất năm 1960, đến nay Cuba này đã gửi hơn 135.000 nhân viên y tế đến nhiều nơi trên thế giới trong các sứ mệnh nhân đạo. "Ngoại giao y tế" tạo ra lợi ích sức khỏe và cải thiện quan hệ giữa các quốc gia là nền tảng của chính sách đối ngoại Cuba trong suốt hàng chục năm qua. Bên cạnh những giá trị về nhân đạo và tạo lập hình ảnh quốc gia, Cuba cũng được hưởng lợi kinh tế từ chính sách "ngoại giao y tế". Cùng với các dịch vụ giáo dục, thể thao, việc cử các chuyên gia y tế ra nước ngoài làm việc đưa về cho Cuba khoảng 10 tỷ USD hàng năm, trở thành nguồn thu nhập quan trọng nhất đối với hòn đảo này
Theo BBC, bất chấp những khó khăn về ngân sách eo hẹp, hệ thống y tế Cuba nhìn chung đã đáp ứng tốt nhu cầu của người dân và đạt những kết quả rất khả quan, nhất là với mức ngân sách thấp hơn nhiều những nước phát triển. Một cuộc thăm dò năm 2006 được thực hiện bởi chi nhánh Costa Rica của tổ chức Gallup - Consultoría Interdisciplinaria en Desarrollo (CID) - nhận thấy rằng khoảng 3/4 người dân đô thị Cuba đã phản ứng tích cực với câu hỏi "Bạn có tự tin với hệ thống chăm sóc sức khỏe của quốc gia không" Chủ tịch Ngân hàng Thế giới James Wolfensohn đã ca ngợi hệ thống chăm sóc sức khỏe của Cuba, rằng "Cuba đã thực hiện một kết quả tuyệt vời về giáo dục và sức khỏe". Tiến sĩ Robert N. Butler, chủ tịch của Trung tâm Tuổi thọ Quốc tế ở New York và là một tác giả đoạt giải Pulitzer, đã đến Cuba để xem trực tiếp cách các bác sĩ được huấn luyện. Ông cho biết một lý do chính để một số tiêu chuẩn y tế ở Cuba tương đương với Mỹ là do hệ thống Cuba nhấn mạnh can thiệp sớm: Khám bệnh là miễn phí, và tập trung vào phòng ngừa bệnh hơn là điều trị bệnh. Vào năm 2001, các thành viên của Ủy ban y tế công cộng Anh đã đến Cuba và đưa ra một báo cáo vinh danh "sự thành công của hệ thống chăm sóc sức khỏe Cuba", dựa trên "sự nhấn mạnh về phòng chống dịch bệnh" và "cam kết thực hành y tế trong cộng đồng"
Ngày 1/7/2015, Tổ chức Y tế thế giới (WHO) chính thức xác nhận Cuba trở thành quốc gia đầu tiên đã thành công trong việc ngăn chặn vi rút HIV truyền từ mẹ sang con. Theo Giám đốc WHO Margaret Chan, thành công của Cuba là một trong những thành tựu quan trọng nhất của hệ thống y tế toàn cầu, là chiến thắng y học rất vĩ đại của nhân loại trong cuộc chiến lâu dài với HIV/AIDS. Một trong những yếu tố quan trọng là nhờ vào hệ thống chăm sóc y tế quốc gia toàn diện tập trung vào sức khỏe sản phụ, Tại Cuba có đến 99% bà mẹ mang thai và 100% các bé sơ sinh từ mẹ bị HIV đều được điều trị thuốc ngăn chặn phơi nhiễm HIV và các loại thuốc này miễn phí hoàn toàn cho bệnh nhân, theo hướng dẫn của bác sĩ.
Một nhà báo Việt Nam đã từng sang Cuba 4 lần từ năm 2006 đến 2014; cũng đã được làm việc với lãnh đạo Bộ Kinh tế Cuba; Bộ Nội vụ Cuba, đã nhận xét:
Tất cả người dân Cuba đều được khám, chữa bệnh miễn phí và được dùng những loại thuốc tốt nhất có thể... Tất cả người dân, trẻ em Cuba đều được uống sữa tươi miễn phí... Y tế Cuba thì đứng vào hàng đầu và họ đã chế ra được vắc-xin phòng chống bệnh ung thư và nhiều loại thuốc đặc biệt khác.
Đúng là người dân Cuba còn thiếu thốn bởi cái lệnh cấm vận dã man của Mỹ. Nhưng trong phạm vi có thể, Chính phủ Cuba đã lo cho trẻ em và người già hết mức. Đấy chính là bản chất tốt đẹp của chế độ xã hội chủ nghĩa.
Những điều đó – chắc chắn rằng những người vốn nhìn Cuba hay Triều Tiên bằng con mắt "trọc phú" sẽ không bao giờ nhìn thấy bởi họ quen đến những nơi có tiền là có thể mua tất cả. Nhưng họ lại không nghĩ rằng, có những điều trong cuộc sống con người ta mà có tiền cũng chẳng thể mua được: Đó là sự hạnh phúc, bình an... Và Cuba đã dành 54% tổng thu nhập quốc gia cho giáo dục và y tế.

#### Hạn chế
Kể từ khi Liên Xô tan rã, việc mất đi bạn hàng quan trọng nhất khiến kinh tế Cuba gặp khó khăn, ngân sách y tế buộc phải cắt giảm vào thập niên 1990. Nền y tế Cuba hiện nay vẫn đang tồn tại rất nhiều bất cập do nguồn kinh phí hạn hẹp. Mức lương của những người làm trong ngành y tế ở Cuba là khá thấp so với tiêu chuẩn thế giới, tình trạng này khiến ngày càng có nhiều người trong số họ bỏ sang các ngành nghề khác có thu nhập cao hơn. Vào năm 2002 mức lương trung bình hàng tháng của bác sĩ ở Cuba chỉ là 261 peso.. Cơ sở hạ tầng tại nhiều địa điểm khám chữa bệnh ở Cuba bị xuống cấp do thiếu kinh phí, một phóng sự của đài ABC cho thấy tình trạng xuống cấp của nhiều phòng bệnh và bệnh viện tại Cuba. Nhiều cơ sở y tế ở Cuba thường xuyên bị thiếu hụt thuốc men cũng như các loại trang thiết bị y tế thiết yếu. Đến năm 2019, tình trạng thiếu hụt vẫn chưa có dấu hiệu chấm dứt.
Theo nghiên cứu của Tạp chí Nghiên cứu Quốc tế Hàn Quốc năm 2019 cho thấy: Cuba từng có thể sản xuất thuốc chất lượng cao, như thuốc interferon cho bệnh ung thư và các bệnh nhiễm virut khác (vào thời điểm đó chỉ có tám nước công nghiệp có thể sản xuất), nhưng sau lệnh cấm vận của Mỹ, nhập khẩu vật tư y tế của Cuba đã bị giảm xuống chỉ còn 1/3 so với năm 1989. Với những khó khăn trong việc nhập khẩu nguyên liệu, sản xuất dược phẩm địa phương đã phải dừng lại. Hợp đồng cung cấp y tế với các công ty con tại Hoa Kỳ bị đình chỉ là một khó khăn khác mà Cuba phải đối mặt. Nếu Hoa Kỳ dỡ bỏ lệnh cấm vận, Cuba sẽ không còn bị cô lập và sẽ có thể giải quyết vấn đề khan hiếm nguồn cung cấp vật tư y tế. Tuy vậy, với nguồn lực hạn chế, Cuba vẫn có thể quản lý tốt hệ thống y tế của mình, đó là điều mà các quốc gia khác có thể học hỏi và áp dụng trong bối cảnh của chính họ.

## Văn hóa

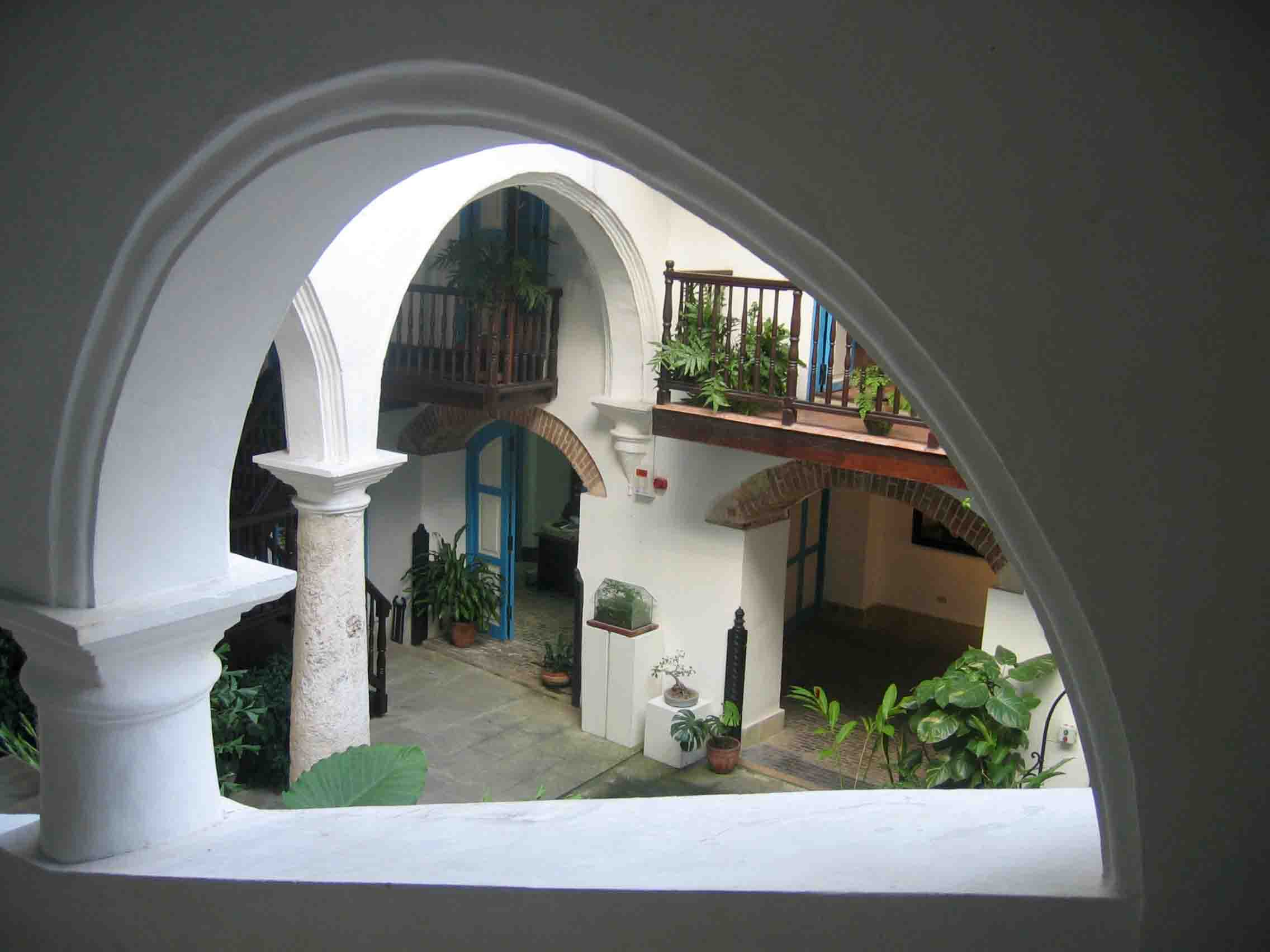
Sân một trong những bảo tàng miễn phí tại La Habana, 'Casa de Simón Bolívar'

Văn hóa Cuba chịu ảnh hưởng nhiều ở thực tế đây là đất nước tiếp thu và hòa nhập nhiều nền văn hóa, chủ yếu từ Tây Ban Nha và châu Phi. Nước này là nơi sản sinh ra khá nhiều tác phẩm văn học, gồm cả từ những nhà văn không phải người Cuba như Stephen Crane, và Ernest Hemingway.
Thể thao là niềm đam mê quốc gia của Cuba. Vì những mối liên hệ lịch sử với Hoa Kỳ, nhiều người Cuba yêu thích những môn thể thao phổ biến tại Bắc Mỹ, chứ không phải các môn thể thao truyền thống tại những nước Mỹ Latinh khác. Bóng chày là môn thể thao được ưa thích nhất tại đây; các môn thể thao và giải trí khác ở Cuba gồm bóng rổ, bóng chuyền và điền kinh. Cuba rất mạnh trong môn quyền anh, họ thường đoạt huy chương vàng tại các cuộc thi quốc tế lớn.
Âm nhạc Cuba rất phong phú và là khía cạnh được biết đến của văn hóa. "Hình thức trung tâm" của âm nhạc này là Son, đã trở thành nền tảng của nhiều phong cách âm nhạc khác như salsa, rumba và mambo và một biến thể tiết tấu chậm hơn của mambo là cha-cha-cha. Âm nhạc Rumba có nguồn gốc từ văn hóa Châu Phi-Cuba thời kỳ đầu. Tres cũng được sáng tạo tại Cuba, nhưng các nhạc cụ Cuba truyền thống khác có nguồn gốc châu Phi và/hay Taíno như maraca, güiro, marímba và nhiều loại trống gỗ gồm cả mayohuacan. Âm nhạc dân gian Cuba ở mọi phong cách được thưởng thức và yêu thích trên toàn thế giới. Âm nhạc cổ điển Cuba, với nhiều ảnh hưởng sâu từ châu Âu và châu Phi, với các tác phẩm cho giao hưởng cũng như độc tấu, đã được cả thế giới biết tới, với nhà soạn nhạc như Ernesto Lecuona.

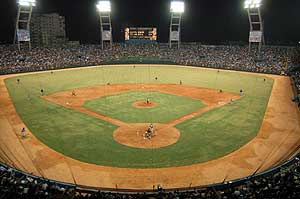
Môn bóng chày rất được người Cuba ưa thích và được coi là môn thể thao dân tộc

Văn học Cuba đã bắt đầu có tiếng vang từ đầu thế kỷ XIX. Chủ đề chủ chốt của thời kỳ ấy là độc lập và tự do đã được thể hiện qua các tác phẩm của José Martí, người lãnh đạo phong trào Hiện đại trong văn học Cuba. Các tác gia như Nicolás Guillén và Jose Z. Tallet coi văn học là phương tiện phản kháng xã hội. Các bài thơ và những cuốn tiểu thuyết của José Lezama Lima cũng để lại nhiều ảnh hưởng. Các tác gia như Reinaldo Arenas, Guillermo Cabrera Infante, Pedro Juan Gutiérrez, Leonardo Padura Fuentes, và Ronaldo Menedez đã nhận được sự công nhận của thế giới trong thời kỳ hậu cách mạng, dù nhiều tác gia buộc phải rời bỏ đất nước vì sự kiểm soát hệ tư tưởng truyền thông của các cơ quan quyền lực Cuba.
Ẩm thực Cuba là hỗn hợp của ẩm thực Tây Ban Nha và các phong cách ẩm thực Caribbean. Công thức chế biến món ăn của Cuba sử dụng cùng loại hương vị và kỹ thuật với Tây Ban Nha, với một số ảnh hưởng vùng Caribbean trong gia vị và mùi vị. Một bữa ăn truyền thống của Cuba sẽ không bao giờ được phục vụ theo kiểu từng món một; mà tất cả thức ăn sẽ được đưa ra cùng lúc. Bữa ăn đặc trưng gồm đậu đen (black bean) và gạo, ropa vieja (thịt bò thái nhỏ), bánh mì Cuba, thịt lợn với hành, và hoa quả nhiệt đới. Đậu đen và gạo, được gọi là moros y cristianos (hay nói gọn là moros). Nhiều món được nấu chín từ từ với nước chấm nhạt. Tỏi, thìa là Ai Cập, oregano và lá nguyệt quế là các loại gia vị được sử dụng nhiều.